# Parsifal (opera)
Parsifal (WWV 111) är ett tyskt musikdrama i tre akter med musik av Richard Wagner och hans sista komposition. Wagners eget libretto är fritt baserat på den medelhögtyska riddarromanen Parzival av Minnesångaren Wolfram von Eschenbach från 1200-talet och den fornfranska riddarromansen Perceval ou le Conte du Graal av 1100-talstrouvèren Chrétien de Troyes, som återger olika berättelser om historien om den arthurianska riddaren Parzival och hans andliga sökande efter den heliga graalen. Enligt den kristna legenden samlade Josef av Arimathea Jesu blod i en bägare (Graal) som tillsammans med spjutet som genomborrade hans sida förvarades av riddarna på slottet Montsalvat i Spanien. De heliga föremålen skulle ge ett evigt liv till riddarna. Operan är statisk i sin handling och domineras av religiöst allvar. Musiken i operan erbjuder flera höjdpunkter bl.a. Förspelet, Långfredagsundret, Kundrys sång Ich sah das Kind (jag såg barnet) och den magnifika slutscenen. Som alltid hos Wagner är de ledande sångarrollerna mycket krävande, och Parsifalrollen kräver en hjältetenor av hög klass.
Wagner påbörjade verket i april 1857, men slutförde det inte förrän 25 år senare. När han komponerade den drog han nytta av den speciella akustiken i sitt nybyggda Bayreuth Festspielhaus. Parsifal uruppfördes vid den andra Festspelen i Bayreuth 1882. Festspelen i Bayreuth hade ensamrätt på Parsifal-produktioner fram till 1914, men operan framfördes på Metropolitan Opera i New York 1903 efter att en amerikansk domstol slagit fast att den var laglig att sätta upp.
Wagner beskrev Parsifal inte som en opera, utan som "Ein Bühnenweihfestspiel" (ett heligt festivalskådespel). I Bayreuth har det uppstått en tradition att publiken inte applåderar i slutet av första akten. Verkets autografmanuskript finns bevarat i Richard Wagner Stiftelse.

## Parceval - Parzival - Parsifal
Bakom Parsifals namn döljer sig djupsinniga tolkningar. I den ursprungliga franska källan (Chrétien de Troyes på 1100-talet) hette han Parceval ("den som färdas genom dalen"), vilket syftar på hjältens långa vandringar och irrfärder. I början av 1200-talet övertog även Wolfram von Eschenbach den här namnformen, som hos honom blev Parzival. Under två årtionden höll sig Wagner till den här stavningen, men beslöt sig sedan 1877 för Parsifal. Att begreppet den rene dåren förekommer i Wagners text kan spåras till Joseph von Görres, som i en utgåva av Lohengrin-legenden från 1813 ger en felaktig etymologi, där han härleder Parsifal till arabiska orden fal (dåren) och parséh (ren). Senare forskning (W Golter, 1891) härleder Parsifal till de galliska orden per gedur – "sökande efter skålen" som blev Perceval, Parzival och Parsifal.

## Kompositionshistorik

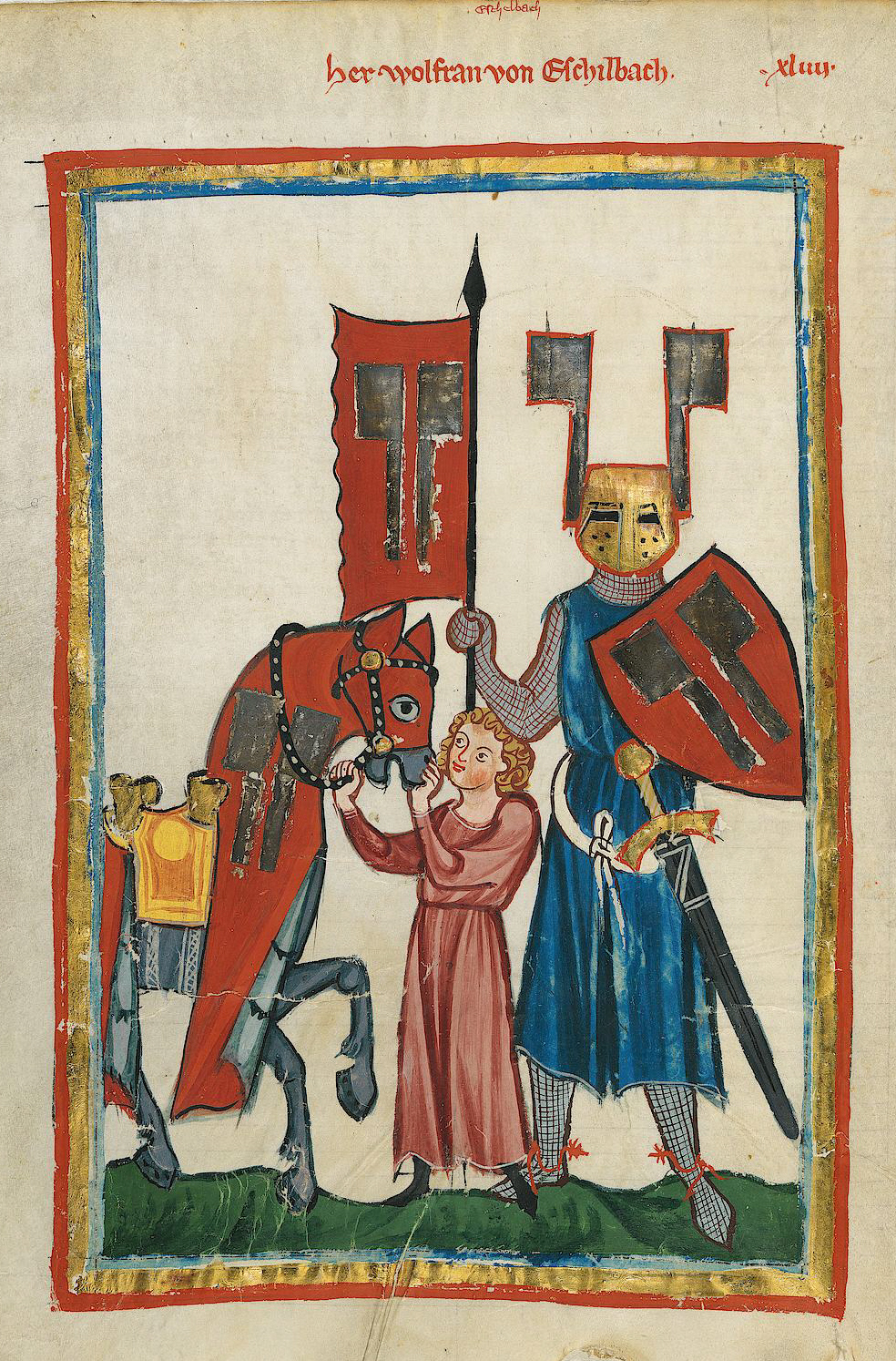
Wolfram von Eschenbach, ca 1305

Wagner läste von Eschenbachs dikt Parzival när han befann sig på kurortsvistelse i Marienbad sommaren 1845. Efter att ha stött på Arthur Schopenhauers skrifter 1854, blev Wagner intresserad av indisk filosofi, särskilt buddhismen. Ur detta intresse föddes Die Sieger (Segrarna, 1856), en skiss som Wagner skrev till en opera baserad på en berättelse ur Buddhas liv. Teman som självförnekelse, pånyttfödelse, medkänsla och till och med exklusiva sociala grupper (kaster i Die Sieger, graalriddarna i Parsifal) som senare utforskades i Parsifal introducerades först i Die Sieger. Wagner har också lånat trollkarlen Klingsor från ETA Hoffmanns parafras Der Kamp der Sänger, einer alten Chronik nacherzählt (=Sångarnas kamp återberättad efter en gammal krönika) från Serapions-Brüder (del II), som han använt som underlag för Tannhäuser. Enligt sin självbiografi Mein Leben skapade Wagner Parsifal på långfredagsmorgonen i april 1857 i Asyl (tyska: "Asylum"), den lilla stugan på Otto Wesendoncks gods i Zürichförorten Enge, som Wesendonck – en förmögen sidenhandlare och generös konstmecenat – hade ställt till Wagners förfogande genom sin hustru Mathilde Wesendoncks förmedling. Kompositören och hans hustru Minna hade flyttat in i stugan den 28 april:
... På långfredagen vaknade jag och fann solen sken starkt för första gången i detta hus: den lilla trädgården strålade av grönska, fåglarna sjöng, och äntligen kunde jag sitta på taket och njuta av den länge efterlängtade freden med dess löftesbudskap. Full av denna känsla kom jag plötsligt ihåg att det var långfredag, och jag erinrade mig den betydelse detta omen redan en gång hade fått för mig när jag läste Wolframs "Parzival". Sedan vistelsen i Marienbad [sommaren 1845], där jag hade tänkt ut "Mästersångarna" och "Lohengrin", hade jag aldrig mer sysselsatt mig med den dikten; Nu slog dess ädla möjligheter mig med överväldigande kraft, och ur mina tankar om långfredagen tänkte jag snabbt ut ett helt drama, av vilket jag gjorde en grov skiss med några få pennstreck och delade det hela i tre akter.
Men som hans andra hustru Cosima Wagner senare rapporterade den 22 april 1879 hade denna redogörelse färgats av ett visst mått av poetisk frihet:
R[ichard] erinrade sig idag det intryck som inspirerade hans "Långfredagsmusik"; Han skrattar och säger att han hade tänkt för sig själv: "I själva verket är det lika långsökt som mina kärleksaffärer, för det var inte alls en långfredag – bara en trevlig stämning i naturen som fick mig att tänka: 'Så här ska en långfredag vara'".
Verket kan mycket väl ha tillkommit i Wesendoncks stuga den sista veckan i april 1857, men långfredagen det året inföll den 10 april, när Wagners fortfarande bodde på Zeltweg 13 i Zürich. Om den prosaskiss som Wagner nämner i Mein Leben var korrekt daterad (och de flesta av Wagners bevarade papper är daterade) skulle den kunna avgöra frågan en gång för alla, men tyvärr har den inte överlevt.

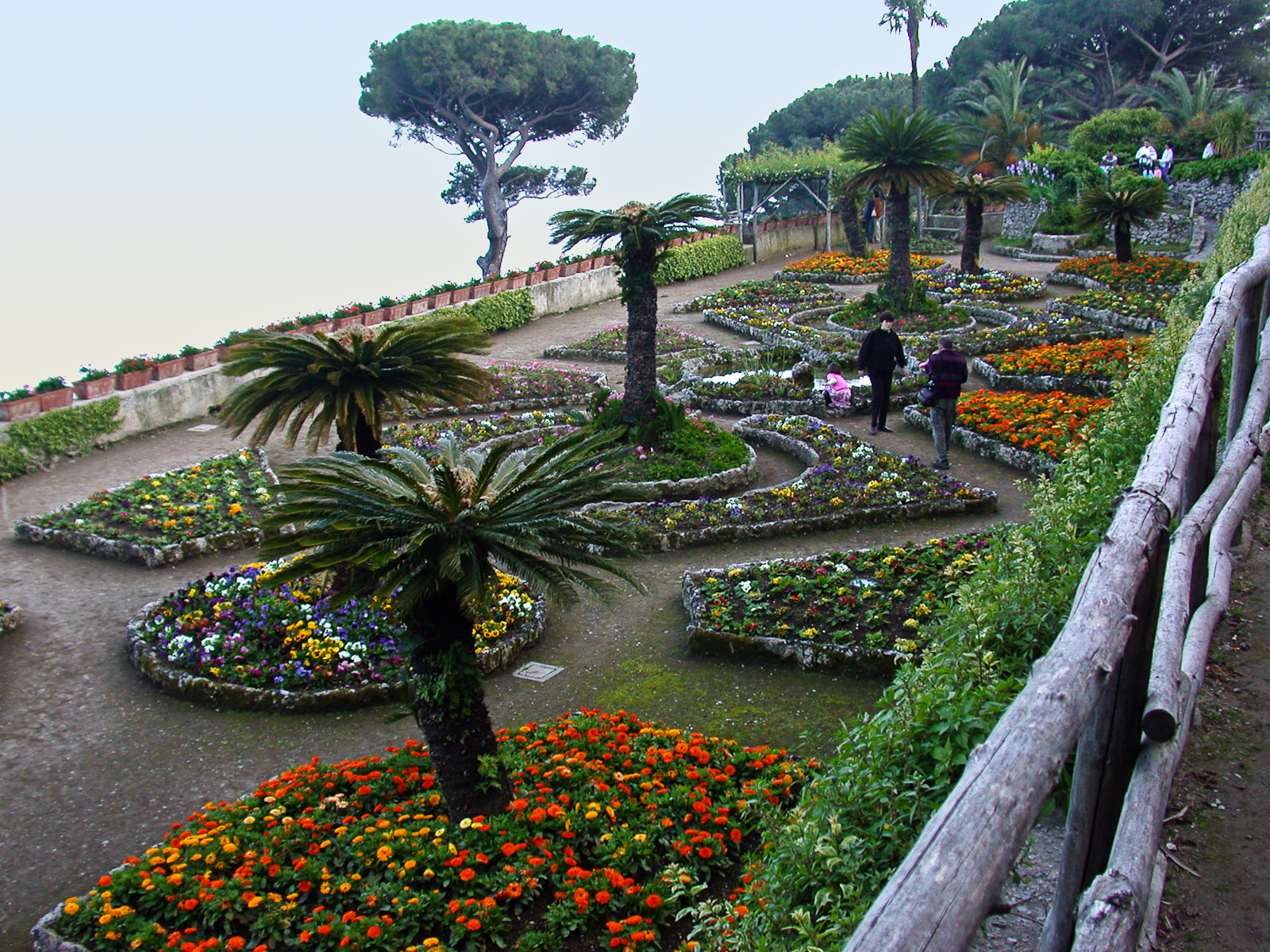
Trädgården till Villa Rufalo.

Wagner återupptog inte arbetet med Parsifal på åtta år, under vilken tid han slutförde Tristan och Isolde och påbörjade Mästersångarna i Nürnberg. Mellan den 27 och 30 augusti 1865 tog han upp Parsifal igen och gjorde ett prosautkast till verket. Den innehåller en ganska kort beskrivning av handlingen och en ansenlig mängd detaljerade kommentarer om dramats karaktärer och teman. Men än en gång lades arbetet ner och lades åt sidan i ytterligare elva och ett halvt år. Under denna tid ägnades det mesta av Wagners kreativa energi åt Nibelungens ring, som slutligen fullbordades 1874 och fick sitt första fullständiga framförande i Bayreuth i augusti 1876. Först när denna gigantiska uppgift var avklarad fick Wagner tid att koncentrera sig på Parsifal. Den 23 februari 1877 hade han färdigställt ett andra och mer omfattande prosautkast till verket, och den 19 april samma år hade han omvandlat detta till ett libretto på vers (eller "dikt", som Wagner tyckte om att kalla sitt libretti). I september 1877 påbörjade han musiken genom att göra två fullständiga utkast till partitur från början till slut. Den första av dessa (på tyska känd som Gesamtentwurf, antingen det preliminära utkastet eller det första fullständiga utkastet) gjordes med blyerts på tre notrader, en för rösterna och två för instrumenten. Det andra fullständiga utkastet (Orchesterskizze, orkesterutkast, kort partitur eller "particell") gjordes i bläck och på minst tre, men ibland så många som fem notrader. Detta utkast var mycket mer detaljerat än det första och innehöll en avsevärd grad av instrumentell utveckling.
Det andra utkastet påbörjades den 25 september 1877, bara några dagar efter det första. Vid denna tidpunkt i sin karriär tyckte Wagner om att arbeta med båda utkasten samtidigt, och växlade fram och tillbaka mellan de två för att inte låta för lång tid förflyta mellan den första tonsättningen av texten och den slutliga bearbetningen av musiken. Gesamtentwurf i akt 3 färdigställdes den 16 april 1879 och Orchesterskizze den 26 i samma månad. Under större delen av 1880 befann sig Wagner i Italien där han arbetade med musiken. I staden Ravello vid Amalfikusten besökte han Villa Rufolo och hänfördes av dess trädgård - äntligen hade han funnit förebilden till Klingsors magiska trädgård. Med på resan var den unge rysk-tyske konstnären Paul von Joukowsky. Wagner blev mycket imponerad av dennes skisser av trädgården att han på stående fot bestämde att von Joukowsky skulle göra dekoren och kostymerna till hans nya opera. Några månader senare (21 augusti) besökte Wagner Siena och rördes till tårar efter att ha sett katedralens kyrkorum, konstaterande att det var den mest betagande struktur han hade sett. von Joukowsky gjorde återigen skisser vilka användes som förebild för Graalridarnas tempel.

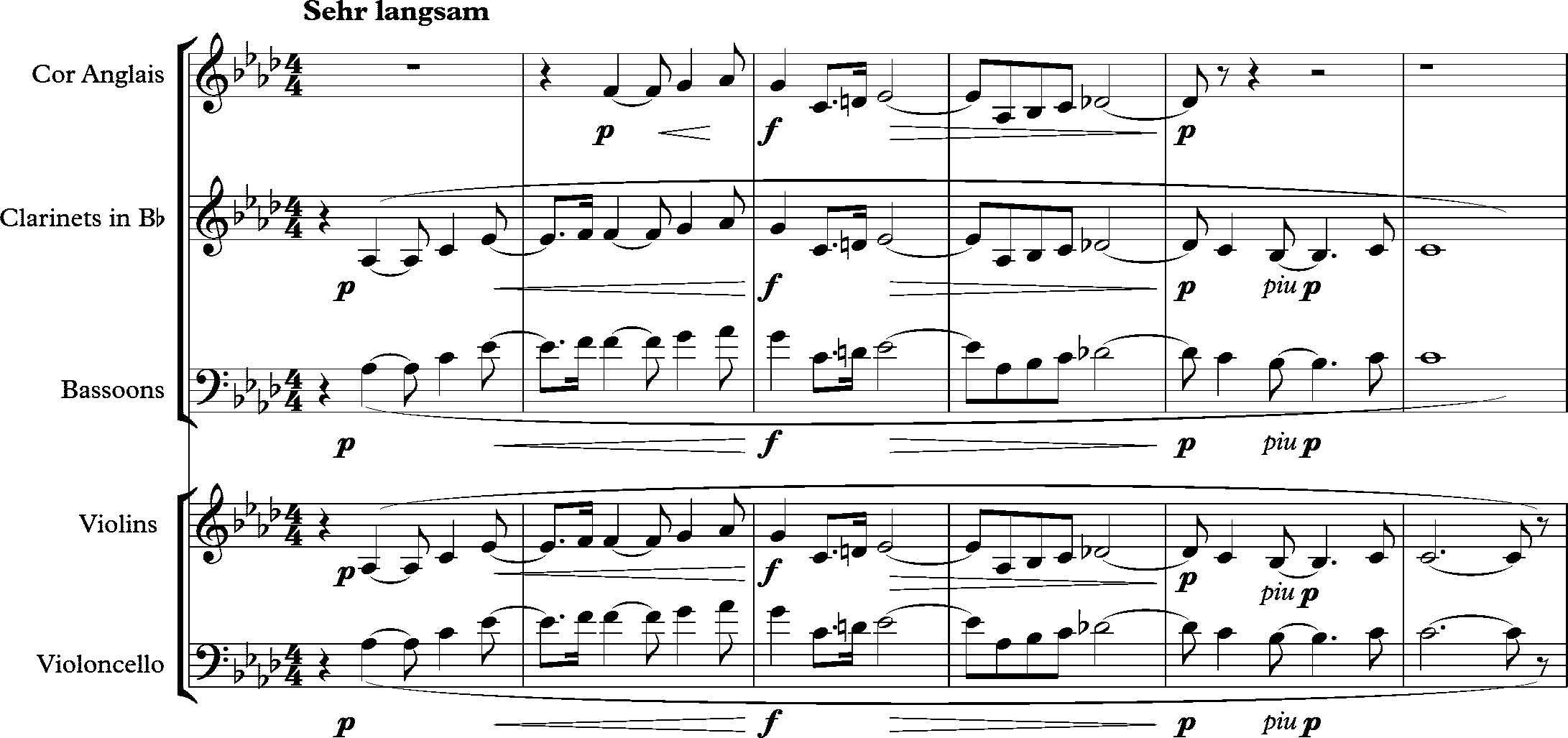
Början på Förspelet av akt I.

Partiturerstschrift var det sista steget i kompositionsprocessen. Den var gjord i bläck och bestod av en exakt kopia av hela operan, med alla röster och instrument korrekt noterade enligt gängse praxis. Wagner komponerade Parsifal en akt i taget, och fullbordade Gesamtentwurf och Orchesterskizze i varje akt innan han påbörjade Gesamtentwurf i nästa akt; men eftersom Orchesterskizze redan förkroppsligade alla kompositionsdetaljer i partituret, betraktade Wagner själva utarbetandet av Partiturerstschrift som föga mer än en rutinuppgift som kunde utföras när han fick tid. Förspelet till akt 1 tonsattes i augusti 1878. Resten av operan tonsattes mellan augusti 1879 och 13 januari 1882.

## Repetitionstiden

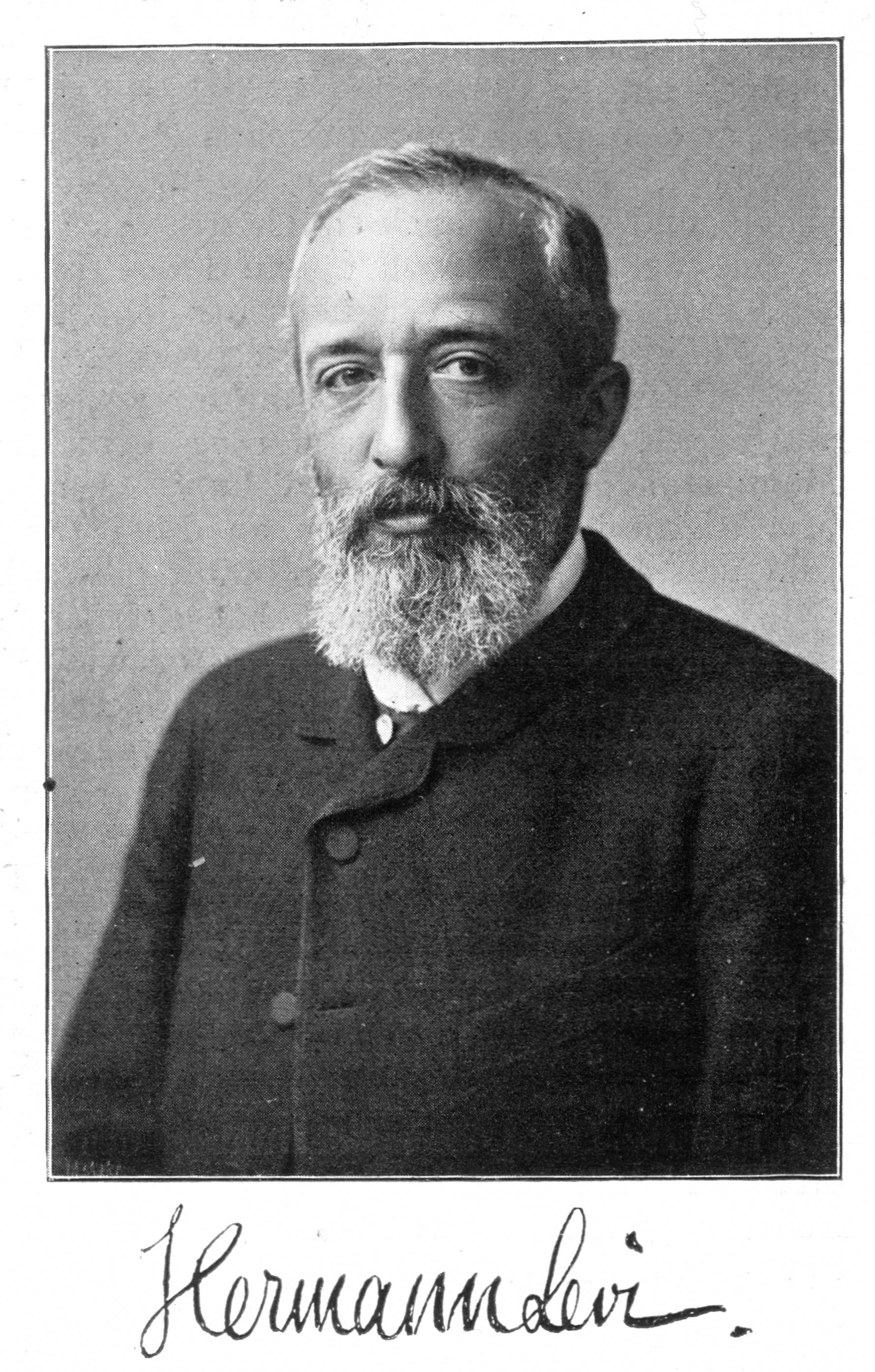
Hermann Levi

När det blev dags att bestämma vilka sångare som skulle medverka vid premiären valde Wagner Hermann Winkelmann som Parsifal, Amalie Materna (som hade sjungit den första Brünnhilde i Nibelungens ring 1876) som Kundry, Emila Scaria som Gurnemanz, Karl Hill ( den förste Alberich i Nibelungens ring 1876) som Klingsor och Theodor Reichmann som Amfortas. Som dirigent valde han Hermann Levi från Münchens operahus. Som orkester accepterade han kung Ludvigs erbjudande att använda Münchens operaorkester, som han kompletterade med andra musiker. Som en eftergift för att få kungen att närvara vid premiären var Wagner tvungen att låta bygga ett litet annex med salong framför Festspelshuset så att kungen skulle kunna anlända ostörd.
I valet av Levi som dirigent för sitt "heliga" verk framkom Wagners dubbelsidiga antisemitism. Att Levi var jude och son till en rabbin störde Wagner. Så trots sin egen antikyrkliga agnosticism och förakt för den kristna kyrkan, insisterade han på att Levi måste konvertera och döpas. Levi vägrade. Efter generalrepetitionen (24 juli 1882) skrev Wagners hustru Cosima i sin dagbok att om Wagner hade varit musiker i orkestern skulle han ha vägrat att låta sig dirigeras av en jude. Dock kvarstår faktum att Wagner beundrade Levi och inte kunde tänka sig någon bättre lämpad att dirigera Parsifal. Ett år före premiären hotade Levi att bryta kontraktet efter att ha blivit förolämpad av Wagner, vilket skulle ha resulterat i en flyktväg ut för Wagner om han hade velat bli av med Levi. Men Wagner övertalade honom att fortsätta med orden: "Du är min Parsifal-dirigent!".
Ursprungligen hade Wagner tänkt sig att Parsifal skulle uppföras enbart i Bayreuth och enbart för hans mecenater. I sin desperata jakt att betala av skulderna från första Festspelen 1876 hade han 1878 tvingats ge tillåtelse till Münchenoperan att få uppföra operan efter premiären i Bayreuth. Men tanken på en uppsättning utanför Bayreuth skrämde honom och redan 1879 dryftade han problemet med kung Ludvig och hävdade att operans tema var för seriöst för en vanlig operahusrepertoar där den skulle kunna komma att blandas med lättsinniga komedier. Parsifal var ingen vanlig opera, utan ett verk värdigt endast Bayreuth. Den välvillige kungen fastslog att verket "aldrig skulle bli nedsolkat genom kontakt med en profan scen". Dock tillstötte ekonomiska problem. 1877 hade en mecenatsförening bildats i syfte att samla in pengar för uppförandet av Parsifal, men insamlingen hade gått dåligt och Wagner insåg att Bayreuth inte kunde finansieras genom bidrag. Ursprungsidén med en festival enbart för Wagnerkonnäsörer fick skrotas och ersättas av biljetter tillgängliga för allmänheten.
I maj 1882 började repetitionerna i Bayreuth och till skillnad från festivalen 1876 rådde det mer lugn och ordning. Wagner godkände inte kostymerna och fick själv göra en skiss av Graalriddarnas mantlar. Hans dotter Isolde ritade Blomsterflickornas dräkter, medan hustru Cosima såg till resten. Repetitionerna gick bra och Wagner var på det hela taget nöjd med resultatet. De 23 solisterna, den 107 man starka orkestern och de 135 körmedlemmarna hade alla fått sina noter ett år i förväg och var alla väl förberedda. Ett tekniskt problem uppstod under första akten i bytet mellan scen 1 och 2, då Parsifal och Gurnemanz närmar sig Graalborgen. Dekormaskinen hann inte med innan musiken var klar. Wagner ombads att förlänga musikavsnittet. Inte utan ironi konstaterade han att förut blev han ombedd att förkorta sina operor, nu tvärtom. Det blev hans musikaliska assistent, Engelbert Humperdinck, som fick uppdraget att skriva några extra takter. Åtskilliga år senare, då maskineriet fungerade oklanderligt, togs Humperdincks musik bort.

## Uppförandehistorik

### Premiär

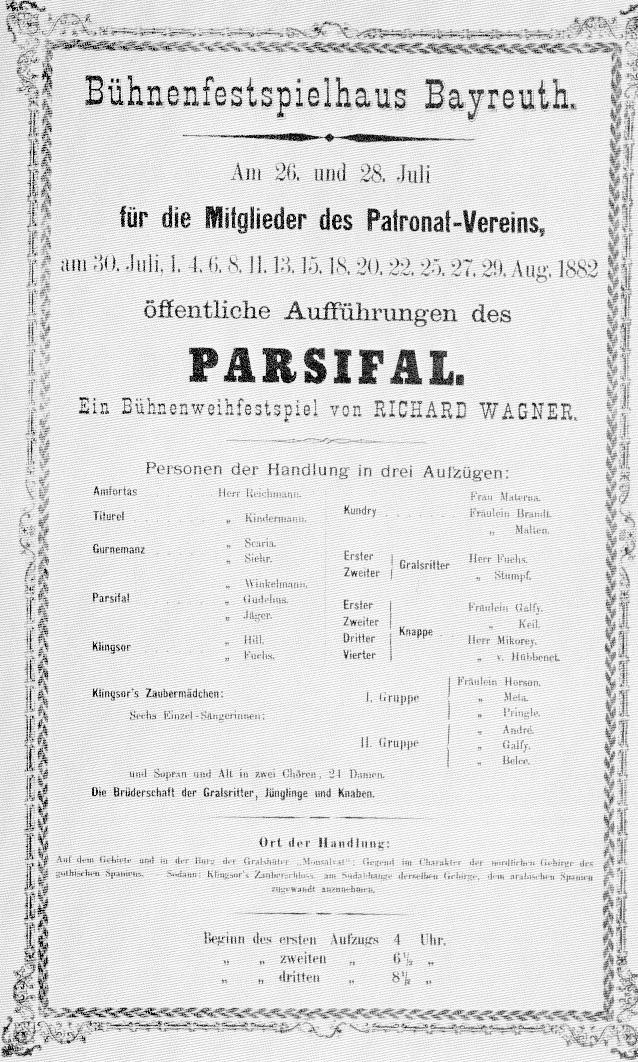
Affischen till premiären

Den andra upplagan av Bayreuthfestspelen invigdes 26 juli 1882 med premiären av Parsifal under musikalisk ledning av dirigenten Hermann Levi. Bland den talrika publiken återfanns kompositörerna Franz Liszt (tillika Wagners svärfar), Camille Saint-Saëns, Anton Bruckner, Vincent d'Indy och Léo Delibes. Till Wagners stora besvikelse avstod kung Ludvig från att närvara. Han föredrog att vänta tills verket uppfördes privat för honom i München. Under juli och augusti 1882 framfördes verket i Bayreuth sexton gånger under ledning av Levi och Franz Fischer.  Mot slutet av Festspelen (29 augusti) tog Wagner själv över dirigentpinnen från Levi och dirigerade de sista tjugofem minuterna av tredje akten (i ett tempo så långsamt att orkestern och sångarna fick anstränga sig till det yttersta), vilket var enda gången som Wagner dirigerade i Bayreuth.
Traditionellt framförs Parsifal ofta under påsken (den tredje akten äger rum på en långfredag). Pjäsen spelas årligen på Wiener Staatsoper på skärtorsdagen. Ibland äger föreställningarna rum på långfredagen, vilket är tillåtet i vissa tyska delstater på grund av verkets allvarliga karaktär. Hans Schülers uppsättning av Parsifal på Nationalteatern i Mannheim från 1957, som fortfarande spelas varje år åtminstone på långfredagen, anses vara den äldsta operaproduktion som fortfarande spelas i den tyskspråkiga världen. Den 14 april 2017, på 60-årsdagen av premiären, var det den 137:e föreställningen av denna uppsättning.

#### Senare uppsättningar
Parsifal är en av de Wagneroperor som regelbundet framförs vid Festspelen i Bayreuth än i dag. En av de mer betydande produktionerna under efterkrigstiden var den som regisserades 1951 av kompositörens barnbarn Wieland Wagner. Vid de Första festspelen i Bayreuth efter andra världskriget presenterade han ett radikalt steg bort från den bokstavliga representationen av Graalsalen eller blomsterflickornas sal. I stället användes ljuseffekter och ett minimum av scenerier för att komplettera Wagners musik. Uppsättningen var starkt influerad av den schweiziske scenografen Adolphe Appias idéer. Reaktionerna på denna uppsättning var extrema: Ernest Newman, Richard Wagners levnadstecknare, beskrev den som "inte bara den bästa Parsifal jag någonsin sett och hört, utan en av de tre eller fyra mest rörande andliga upplevelserna i mitt liv". Andra var förfärade över att Wagners scenanvisningar nonchalerades. När dirigenten Hans Knappertsbusch tillfrågades om hur han kunde genomföra en sådan skamlig parodi, förklarade han att han ända fram till generalrepetitionen inbillade sig att scendekorationerna ännu inte hade kommit. Knappertsbusch var särskilt upprörd över att duvan som dyker svävar över Parsifals huvud i slutet av operan utelämnades, vilket han hävdade inspirerade honom att göra bättre framträdanden. För att blidka sin dirigent såg Wieland till att sätta tillbaka duvan, som sänktes ner med ett snöre. Vad Knappertsbusch inte insåg var att Wieland hade gjort strängen tillräckligt lång för att dirigenten skulle kunna se duvan, men inte publiken. Wieland fortsatte att modifiera och förfina sin Bayreuth-uppsättning av Parsifal fram till sin död 1966. Martha Mödl skapade en "komplex, torterad Kundry i Wieland Wagners revolutionerande uppsättning av Parsifal under festivalens första efterkrigssäsong", och skulle förbli kompaniets exklusiva Kundry under resten av decenniet.

### Applåder efterParsifal
En seglivad tradition är den att inte applådera efter första akten (ibland till och med även efter sista akten) av Parsifal, som om operans sakrala tema skulle anses opassande att applådera. Allt bygger på ett missförstånd från premiären 1882. Cosima Wagner skriver i sin dagbok premiärkvällen 26 juli:
När det efter andra akten stampas och ropas högt, går R. [=Richard Wagner] fram till balustraden, säger att bifallsyttringar visserligen är mycket välkomna för hans konstnärer och honom själv, men att de har kommit överens om att inte visa sig för att inte störa intrycket, det "så kallade framropandet" skulle alltså inte äga rum. /.../ Men till slut blir R. förargad över den stumma publiken, som har missförstått honom, och han talar ännu en gång från galleriet, och när bifallet därpå urladdar sig och det ropas om och om igen, träder R. ut framför ridån och förklarar att han har velat samla artisterna, men de var redan halvt avklädda.
Efter föreställningen klagade Wagner: "Nu vet jag inte. Gillade publiken det eller inte?"
Två dagar senare (28 juli) vid nästa föreställning upprepas nästan samma situation igen:
Efter första akten uppstår en välgörande andaktsfull tystnad. Men efter andra verkar det pinsamt att bifallsyttringarna åter hyschas ned. Vid slutet, håller R. som anser sig vara enbart bland gynnare, ett litet tal, för fram sina artister och hänvisar publikens tack till dem, efter att han uttalat sin erkänsla, ja sin rörelse till alla - också särskilt kapellmästaren [Hermann Levi].
Sålunda rättade Wagner själv till missförståndet med applåderna, men händelsen lämnade efter sig en osäkerhetsfaktor som skulle eskalera med åren och vara svår att utrota eller få bukt med. Vid föreställningen den 11 augusti applåderade Wagner själv blomsterflickorna i akt II medelst höga bravorop, men blev nedhyschad. På vissa teatrar utom i Bayreuth är det vanligt med applåder och ridåtack efter varje föreställning. I programblad fram till 2013 på Metropolitan Opera i New York ombads publiken att inte applådera efter akt 1.

### Bayreuths ensamrätt påParsifal

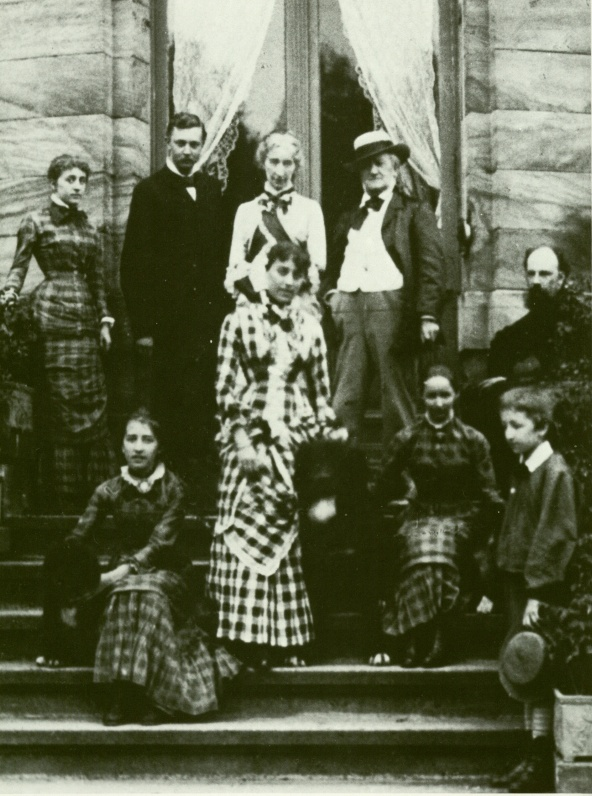
Familjen Wagner på trädgårdstrappan till huset Villa Wahnfried i Bayreuth 1881. Överst från vänster: Blandine von Bülow, Heinrich von Stein (Siegfrieds lärare), Cosima och Richard Wagner, Paul von Joukowsky; undre raden från vänster: Isolde, Daniela von Bülow, Eva och Siegfried. Blandine och Daniela var Cosimas döttrar med Hans von Bülow.

Wagner hade önskat att Parsifal inte skulle få uppföras utanför Bayreuth förrän trettio år efter hans död. Dels ansåg han att verkets unika tillkomst (operan hade komponerats med tanke på Bayreuthteaterns speciella akustik) lämpade sig bäst där, dels ville han försäkra sig om att hans efterlevande skulle få ta del av de ekonomiska fördelar som ett operamonopol innebar. 1901 framkom ett lagförslag inför den tyska Riksdagen om att förlänga upphovsrätten från 30 till 50 år. Familjen Wagner utövade starka påtryckningar med Parsifal i åtanke och i maj 1901 vädjade Cosima direkt till Riksdagen "för att hedra den störste Mästarens sista vilja". Hennes vädjan understöddes av Richard Strauss (måhända hade han även sina egna verk i åtanke), men den vann inget gehör och det som senare kom att kallas "Lex Cosima" avslogs. Riksdagens jurister kunde inte se några skäl till att göra ett undantag för ett enstaka verk av en speciell tonsättare. Med mer än ett decennium kvar innan upphovsrätten gick ut hoppades Cosima på att kunna tillgodose verkets fortsatta copyright. 
Myndigheterna i Bayreuth tillät ouppförda föreställningar att äga rum i olika länder efter Wagners död (London 1884, New York 1886 och Amsterdam 1894), men de bibehöll ett embargo mot scenframträdanden utanför Bayreuth. Den 24 december 1903, efter att ha fått ett domstolsbeslut om att föreställningar i USA inte kunde förhindras av Bayreuth, satte New York Metropolitan Opera upp hela operan med många Bayreuth-utbildade sångare. Cosima förbjöd alla som var inblandade i New York-uppsättningen att arbeta i Bayreuth vid framtida föreställningar. Otillåtna scenframträdanden förekom också i Amsterdam 1905, 1906 och 1908. Det var en föreställning i Buenos Aires, på Teatro Coliseo, den 20 juni 1913, under ledning av Gino Marinuzzi.
Men den 24 december 1903 sattes operan upp på Metropolitan i New York med konstnärlig assistans från München. Det hade förekommit konsertversioner av operan både i London 1884, New York 1886 och Amsterdam 1894. Familjen Wagner försökte med alla medel stoppa föreställningen på Metropolitan, från en vädjan till kejsaren till ett rättsligt civilmål, men då USA inte hade skrivit under Bernkonventionen för skydd av litterära och konstnärliga verk (landet skrev först på 1989) var alla försök förgäves.Under de nästföljande åren spelades den i inte mer än 354 föreställningar över hela USA. Cosima Wagners hämnd var att bannlysa alla tyska artister, som hade deltagit i föreställningen, att få sjunga i Bayreuth.
Ju närmare året nalkades då Parisfals upphovsrätt skulle upphöra, desto intensivare blev debatten om dess förlängning. I många tyska städer bildades speciella "kommittéer för Parsifals bevarande". Musiker engagerades tillsammans med tyska prinsar och prinsessor. Richard Strauss tillbringade åtta dagar i Berlin för att påverka Riksdagen. Tillsammans med tonsättarna Engelbert Humperdinck, Gustave Charpentier, Giacomo Puccini och dirigenten Arturo Toscanini, samt 18 000 andra personer, skrev Strauss under en petition för att förmå Riksdagen att enbart tillåta Bayreuth att få uppföra Parsifal. Men då en eventuell tysk lag om förbud mot att sätta upp operan endast kunde tillämpas i Tyskland och inte utomlands, kom lagförslaget inte ens upp till diskussion i riksdagen. Den 1 januari 1914 blev operan fri att sättas upp och många operahus tjuvstartade genom att börja sina föreställningar runt midnatt mellan 31 december 1913 och 1 januari 1914. Den första auktoriserade föreställningen sattes upp på Gran Teatre del Liceu i Barcelona: den började klockan 22.30 Barcelona-tid, vilket var en timme efter Bayreuth. Efterfrågan på Parsifal var så stor att den sattes upp på mer än 50 europeiska operahus mellan den 1 januari och den 1 augusti 1914.
Den svenska premiären ägde rum på Stockholmsoperan den 21 april 1917 och den iscensattes åter med premiär den 11 april 1963. Den sattes upp på Göteborgsoperan med premiär den 6 april 2007.
Malmö operas version av Parsifal med maestro Leif Segerstam hade premiär den 21 april 2012. Den sattes även upp på Kungliga operan med premiär den 5 oktober 2013.

## Mottagande

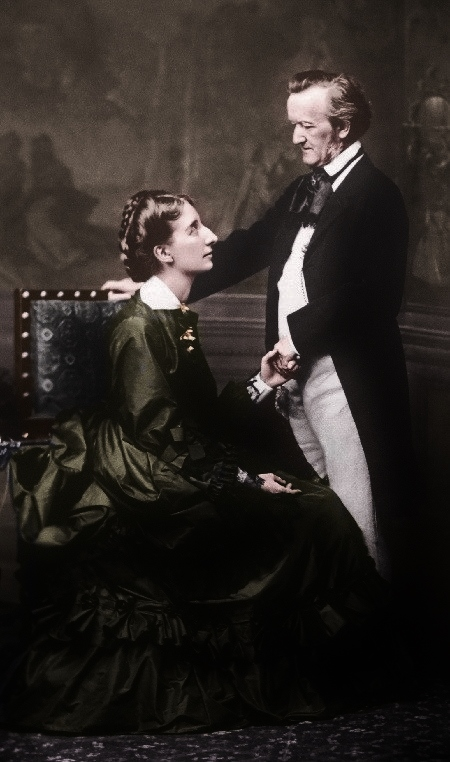
Cosima och Richard Wagner

Eftersom Parsifal till en början endast kunde ses vid Festspelen i Bayreuth, besöktes den första presentationen 1882 av många framstående personer. Reaktionerna var varierande. En del ansåg att Parsifal innebar en försvagning av Wagners förmåga, många andra såg verket som kronan på verket. Den berömde kritikern och Wagners teoretiska motståndare Eduard Hanslick gav sin åsikt att "Tredje akten kan räknas som den mest enhetliga och den mest atmosfäriska. Den är inte den rikaste musikaliskt", och fortsatte: "Och Wagners skaparkrafter? För en man i hans ålder och med hans metod är de häpnadsväckande". Men "det skulle vara dåraktigt att påstå att Wagners fantasi, och särskilt hans musikaliska uppfinning, har behållit den friskhet och lätthet som fanns från förr. Man kan inte undgå att urskilja sterilitet och prosaicism, tillsammans med tilltagande långrandighet."
Wagners vändning till kristendomens barmhärtighetsetik, till det religiösa självt, som det uttrycks i Parsifal, var en av huvudorsakerna till det ökande främlingskapet och slutligen till brytningen mellan Friedrich Nietzsche och Wagner. Nietzsche beskrev senare detta i ett brev till Lou Andreas-Salomé:
"Wagners sista skrivna ord till mig finns skrivna i en vacker dedikationskopia av Parsifal: "Till min käre vän Friedrich Nietzsche. Richard Wagner, Ober-Kirchenrath." Exakt samtidigt, skickad av mig, anlände min bok "Människa alltför mänsklig" till hans dörr – och med det var allt "klart", men också allt var över."
När Nietzsche hörde förspelet till Parsifal för första gången i Monte Carlo i början av 1887, erkände författaren att inget jämförbart kunde uttrycka "djup" kristendom och inspirera till medkänsla; Denna musik är ett obeskrivligt uttryck för storhet och medkänsla. "Har Wagner någonsin gjort något bättre?" frågade han i ett brev till sin "assistent" Peter Gast (Heinrich Köselitz) och försökte beskriva vad han hade hört:
"[…] en extraordinär känsla, upplevelse och händelse i musikens botten, som gör Wagner den högsta ära, en syntes av villkor som många människor, även "högre människor", kommer att anse vara oförenliga, av dömande stränghet, av "höjd" i ordets skrämmande bemärkelse, av en kunskap och insikt som skär genom en själ som med knivar – och av medkänsla för det som är sett och dömt."
Dirigenten Felix Weingartner konstaterade att: "Blomsterflickornas kostymer visade en utomordentlig brist på smak, men sången var ojämförlig... När ridån hade gått ner för slutscenen och vi gick nerför kullen tyckte jag mig höra Goethes ord "och man kan säga att man var närvarande". Parsifal-föreställningarna 1882 var konstnärliga händelser av största intresse och det är min stolthet och glädje att jag deltog i dem." Många samtida tonsättare delade Weingartners uppfattning. Hugo Wolf var student vid tiden för Festspelen 1882, men lyckades ändå få ihop pengar till biljetter för att se Parsifal två gånger. Han blev överväldigad: "Kolossal – Wagners mest inspirerade, sublimaste skapelse." Han upprepade denna åsikt i ett vykort från Bayreuth 1883: "Parsifal är utan tvekan det ojämförligt vackraste och mest sublima verket på hela konstens område."
Gustav Mahler var också närvarande 1883 och han skrev till vännen Fritz Löhr: "Jag kan knappast beskriva mitt nuvarande tillstånd för dig. När jag kom ut från Festspielhaus, helt trollbunden, förstod jag att den största och mest smärtsamma uppenbarelsen just hade gjorts för mig, och att jag skulle bära den oförstörd för resten av mitt liv." Max Reger noterade i en senare redogörelse helt enkelt att "När jag först hörde Parsifal i Bayreuth var jag femton år. Jag grät i två veckor och sedan blev jag musiker." Det var 1888. Jean Sibelius besökte Festspelen år 1894 och sade: "Ingenting i världen har gjort ett så överväldigande intryck på mig. Alla mina innersta hjärtesträngar bultade... Jag kan inte ens beskriva hur Parsifal har förflyttat mig. Allt jag gör verkar så kallt och svagt vid dess sida. Det är verkligen något."
Claude Debussy ansåg att karaktärerna och handlingen var löjliga, men skrev ändå 1903 att den musikaliskt var: "Oförliknelig och förbryllande, lysande och stark. Parsifal är ett av de vackraste monument av ljud som någonsin höjts till musikens fridfulla ära." Han skulle senare skriva till Ernest Chausson att han hade strukit en scen som han just hade skrivit till sin egen opera Pelléas och Melisande, eftersom han i musiken till den hade upptäckt "den gamle Klingsors spöke, alias R. Wagner". Alban Berg beskrev Parsifal 1909 som "magnifik, överväldigande".

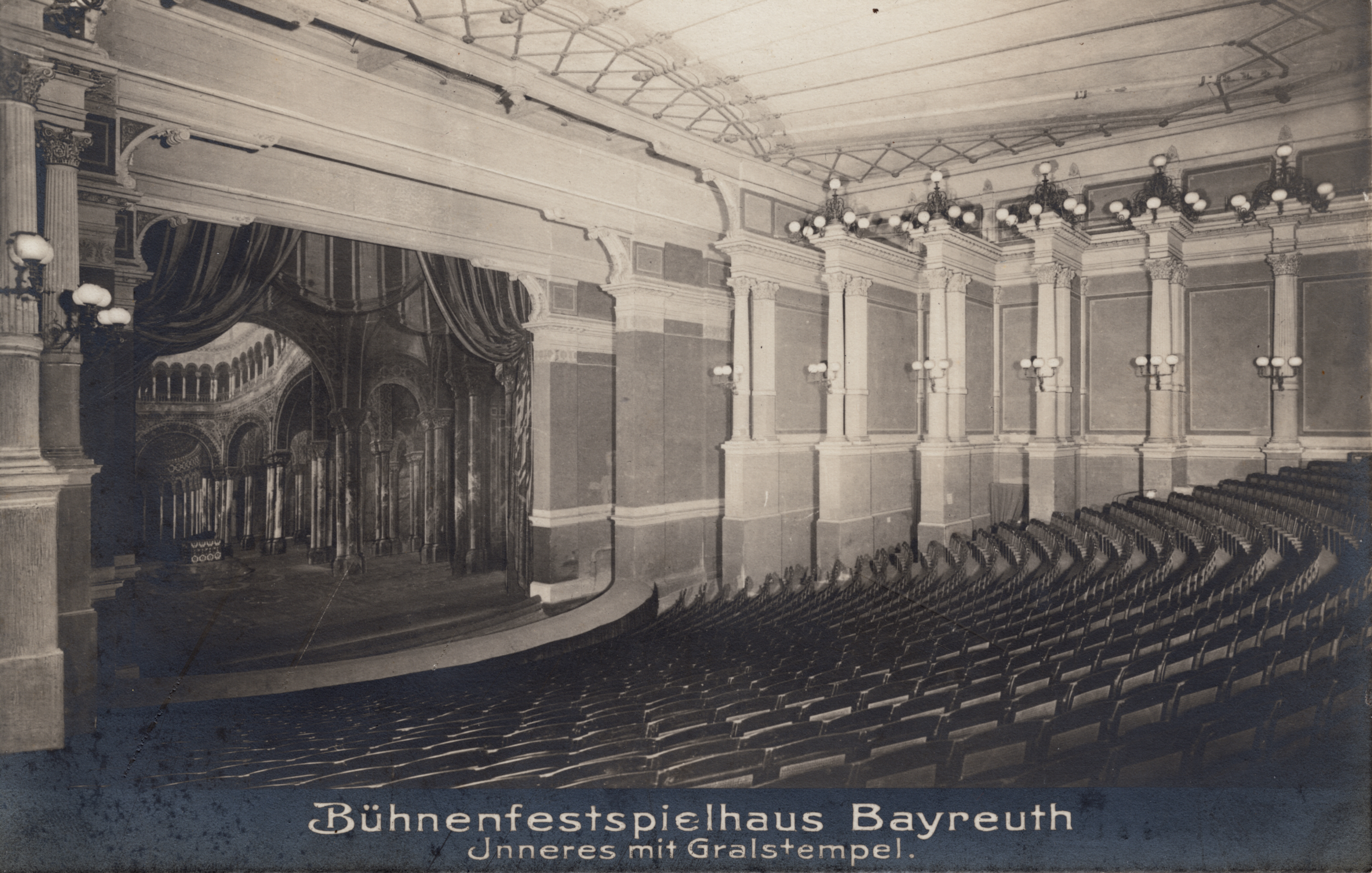
Bayreuth Festspielhaus med Graaltemplet, 1910.

Några av Festspelens gäster hade dock en mer skarp syn på upplevelsen. Mark Twain besökte Bayreuth 1891: "Jag kunde inte i de vokala delarna av Parsifal upptäcka något som med säkerhet skulle kunna kallas rytm eller melodi eller melodi... Sjunga! Det verkar vara fel namn att använda på det ... I Parsifal finns det en eremit vid namn Gurnemanz som står på scenen på ett ställe och övar timme för timme, medan först den ene och sedan den andre i ensemblen uthärdar vad han kan av det och sedan drar sig tillbaka för att dö." Prestandastandarder kan ha bidragit till sådana reaktioner. George Bernard Shaw, en hängiven wagneranhängare, kommenterade 1894 att: "Öppningsföreställningen av Parsifal denna säsong var, ur rent musikalisk synvinkel, vad huvudsångarna beträffar, helt enkelt en styggelse. Basen tjöt, tenoren bölade, barytonen sjöng platt och sopranen, när hon nedlät sig till att sjunga över huvud taget och inte bara ropade ut sina ord, skrek..."
Under en paus från komponerandet av baletten Våroffer reste Igor Stravinskij till Festspelen i Bayreuth på inbjudan av Sergej Djagilev för att se verket. Stravinskij kände avsky för den "kvasireligiösa atmosfären" på Festivalen. Det spekuleras i att Stravinskijs avsky berodde på hans agnosticism, som han tog tillbaka senare i livet.
Adolf Hitler, som hade varit en ivrig beundrare av Wagner sedan sin ungdom i Linz och Wien, beskrev Parsifal som den viktigaste operan par excellence, medan Alfred Rosenberg ville att "Parsifal skulle strykas ur repertoaren" eftersom "medkänslans kristna patos inte passar Nationalsocialistisk doktrin". Från 1934 och framåt utövade Hitler inflytande på produktionen av Parsifal i Bayreuth genom dekret. Tillsammans med sin tidigare målaridol Alfred Roller från Wien bidrog han med idéer till scenografin och ville ha en "rensning" i linje med den nationalsocialistiska ideologin, bort från en kristet grundad helgelsekaraktär.
Thomas Mann, som upprepade gånger behandlade "Wagnerfenomenet", hade honom att tacka för, med sina egna ord, konstnärlig tur och kunskap om konsten, och som under lång tid satte honom över allt hans konstnärliga tänkande och gärningar och var ärlig nog att beskriva sin kärlek till Wagner som "kärlek utan tro", sa att verket verkligen var det märkligaste i "dess fromma fördärv och monstruösa uttryck för smärta". vad som finns". I ett brev till sin författarkollega Ludwig Ewers den 23 augusti 1909, efter ett framförande av Parsifal, skrev han:
"Trots att jag åkte dit med stor skepsis och kände att jag var på pilgrimsfärd till Lourdes, eller till en spåkvinna, eller till någon annan plats för suggestivt bedrägeri, blev jag till slut djupt skakad. Vissa passager, särskilt i akt III, långfredagsmusiken, dopet, smörjelsen, men sedan också den oförglömliga slutscenen – är betydelsefulla och helt oemotståndliga [...] En sådan fruktansvärd uttrycksfullhet står förmodligen inte att finna i alla konstarter. De accenter av ånger och ångest, som Wagner övade sig på hela sitt liv, når först här sin slutliga intensitet."

## Personer

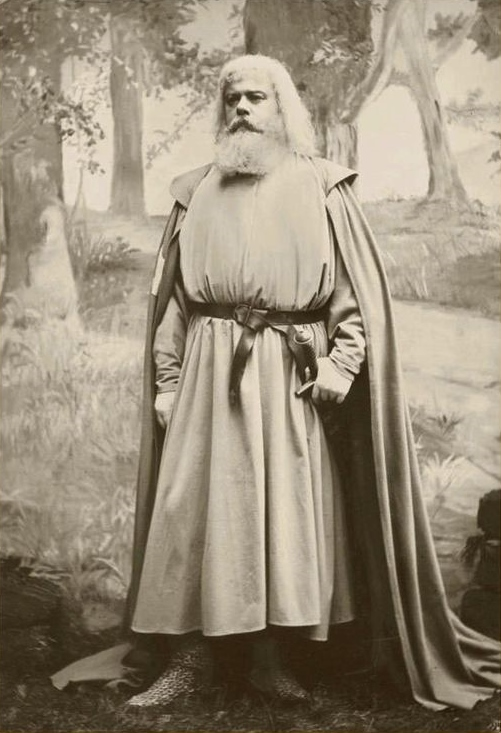
Emil Scaria som Gurnemanz, 1883

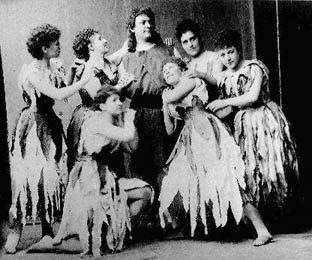
Hermann Winkelmann som Parsifal med blomsterflickor, 1882

| Roller                                    | Röstläge                                         | Premiärbesättning 26 juli 1882 Dirigent: Hermann Levi                              | Svensk premiärbesättning 21 april 19017 Dirigent: Armas Järnefelt                              |
| ----------------------------------------- | ------------------------------------------------ | ---------------------------------------------------------------------------------- | ---------------------------------------------------------------------------------------------- |
| Parsifal, en yngling                      | tenor                                            | Hermann Winkelmann                                                                 | David Stockman                                                                                 |
| Kundry, en budbärare till Graal           | sopran eller dramatisk mezzosopran               | Amalie Materna                                                                     | Liva Järnefelt                                                                                 |
| Gurnemanz, en gammal Graalriddare         | bas                                              | Emil Scaria                                                                        | Ernst Svedelius                                                                                |
| Amfortas, kungen som vaktar Graalen       | baryton                                          | Theodor Reichmann                                                                  | Carl Richter                                                                                   |
| Klingsor, en ond trollkarl                | basbaryton                                       | Karl Hill                                                                          | Emile Stiebel                                                                                  |
| Titurel, den gamle kungen, Amfortas fader | bas                                              | August Kindermann                                                                  | Gustaf Sjöberg                                                                                 |
| Två Graalriddare                          | tenor, bas                                       | Anton Fuchs Eugen Stumpf                                                           | Torsten Lennartsson Thor Mandahl                                                               |
| Fyra svenner                              | sopran, alt, två tenorer                         | Hermine Galfy Mathilde Keil Max Mikorey Adolf von Hübbenet                         | Signe Gelhaar-Båge Karin Rydqvist Olle Strandberg Knut Öhrström                                |
| Sex blomsterflickor                       | tre sopraner, tre kontraaltar eller sex sopraner | Pauline Horson Johanna Meta Carrie Pringle Johanna André Hermine Galfy Luise Belce | Signe Gelhaar-Båge Ingeborg Suneson Ruth Whitefield Anna Edström Greta Söderman Karin Rydqvist |
| En röst från ovan, Eine Stimme            | kontraalt                                        | Sophie Dompierre                                                                   |                                                                                                |
| Graalriddare, riddare, blomsterflickor    |                                                  |                                                                                    |                                                                                                |

## Handling

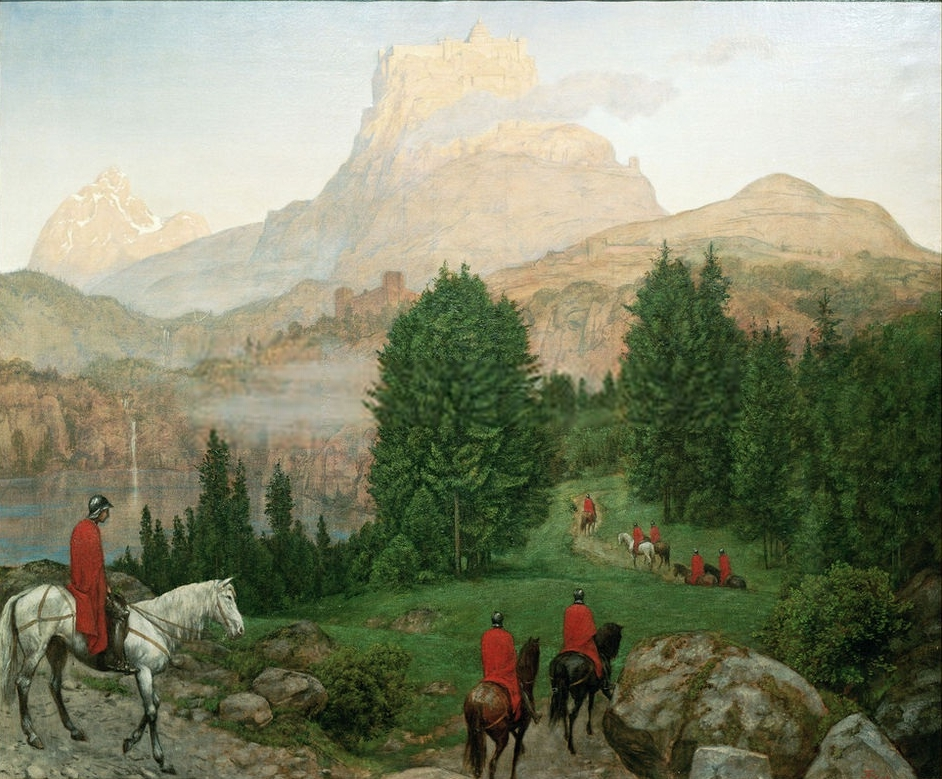
Graalborgen målad av Hans Thoma 1899.

Förhistoria: Riddaren Titurel får förtroendet att förvalta två heliga reliker: det spjut som en romersk legionär använde för att genomborra Jesus på korset, och den heliga Graal, kalken som nyttjades såväl vid instiftandet av nattvarden, som för att samla upp Jesu blod. (Notera dock att varken "Jesus" eller "Kristus" förekommer explicit i librettot. Orden som används är Han, Honom, Förlösaren etc). Titurel bygger borgen Montsalvat som förvaringsplats åt relikerna, och som högkvarter för sitt brödraskap av graalriddare. För att få ingå i brödraskapet och ta del av graalens andliga spis genom nattvarden, måste man vara kysk. Styrkta av graalens kraft drar riddarna ut i världen som fredsbringare.
För att kunna hålla sitt kyskhetslöfte, väljer graalriddaren Klingsor att kastrera sig själv. Denna typ av kyskhet godkänns dock inte, eftersom renheten ska komma inifrån. Klingsor fördrivs från Montsalvat, och lär sig svartkonster för att kunna hämnas. I närheten av graalborgen bygger han ett förtrollat slott med en blomsterträdgård fylld av förföriska kvinnor. 
När Titurel blivit för gammal för att förvalta uppdraget att officiera vid nattvarden, överlämnar han det till sin son Amfortas. Denne bestämmer sig för att göra processen kort med Klingsor, och sätter av för att nedkämpa honom med det heliga spjutet i högsta hugg. Han blir dock förförd av en av kvinnorna i trädgården, Kundry. Under distraktionen lyckas Klingsor stjäla spjutet, och han stöter det i Amfortas sida.  
Kundry har en egen historia: Hon är fördömd till evig vandring på jorden för att hon en gång för hundratals år sedan såg Honom och skrattade. Hon tjänar graalriddarna för att få frälsning, men är alltså samtidigt i Klingsors våld.
Amfortas sår vägrar läka. Varje gång han gör sin plikt och delar ut nattvarden bland riddarna, vållar såret honom enorma plågor. Han påminns om att han inte är värdig, eftersom han föll för lockelserna i Klingsors trädgård och förlorade det heliga spjutet. När vi kommer in i handlingen befinner sig brödraskapet kring graalen i kris, eftersom Amfortas endast ytterst motvilligt förvaltar sitt ämbete.

### Akt 1
Scen 1: En skogstjärn vid borgen Montsalvat.
Den gamle graalriddaren Gurnemanz har sovit ute i skogen tillsammans med två väpnare. Från Graalborgen kommer två riddare ned mot tjärnen och Gurnemanz får höra att kung Amfortas tillstånd är sämre än någonsin. Fylld av sorg berättar Gurnemanz att det bara finns en enda man som kan rädda Amfortas. Riddarna skall just fråga vem den mannen är, men avbryts av väpnarna som meddelar att en ryttare närmar sig i vild galopp. Ryttaren är trollkvinnan Kundry, en underlig skepnad, med kolsvart hår och klädd i lump och trasor. Hon har varit i Italien för att hämta balsam till Amfortas. Nu kastar hon sig utmattad på marken. Amfortas bärs ned till tjärnen. Han klagar över sina smärtor och tror att endast döden kan befria honom från dem. Tacksamt mottar han Kundrys balsam. Väpnarna hånar Kundry men Gurnemanz hejdar dem och berättar historien om Amfortas olycka. Den onde och trolldomskunnige Klingsor hade blivit nekad tillträde till graalriddarnas förbund. Som hämnd omskapade han öknen i närheten av borgen till en blomstrande trädgård och lät sköna kvinnor förföra ordensriddarna. Amfortas föll själv för en av Klingsors kvinnor. Klingsor lyckades bemäktiga sig den heliga lansen och med den tillfogade han Amfortas ett sår, som aldrig ville läkas. Under en bön fick Amfortas den uppenbarelsen att endast "den rene dåren, som blivit helbrägdad genom medlidande" skulle kunna rädda honom.

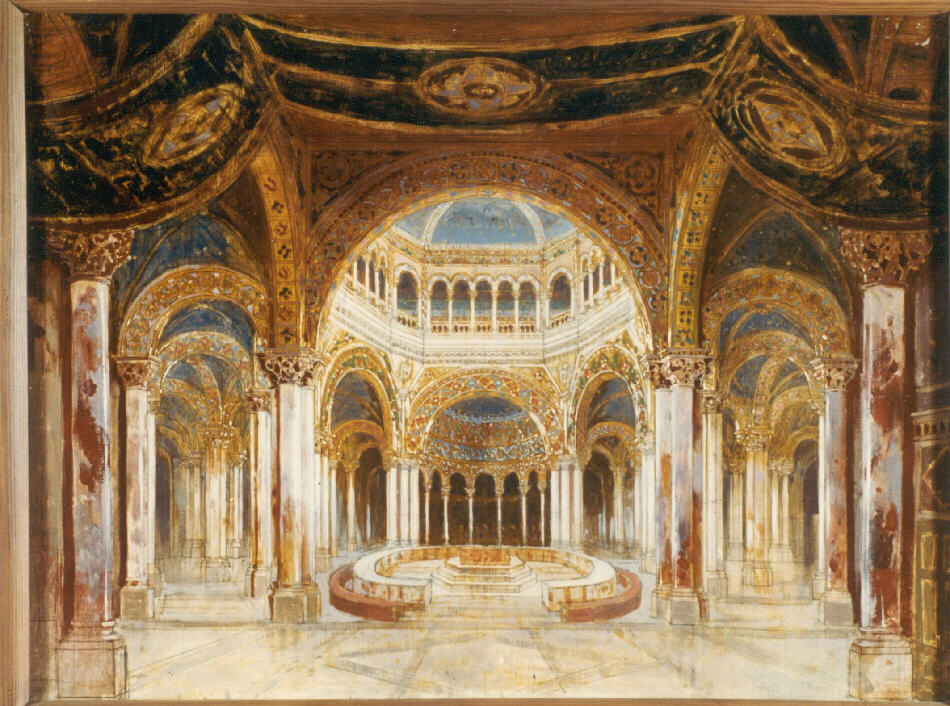
Paul von Joukowskys dekor till Graaltemplet.

En skjuten svan faller ned mot marken - en förbjuden handling på den heliga platsen, och strax därefter kommer riddarna ut ur skogen med en främmande, trasigt klädd yngling, Parsifal, mellan sig ("Weh! Weh! Wer ist der Frevler?"). Han erkänner att han skjutit svanen, men då Gurnemanz klandrar honom för vad han gjort, blir han skamsen och bryter sönder sina pilar. Pojken förefaller Gurnemanz vara en dåre, och ett svagt hopp bemäktigar sig honom. Kanske är han den som kan rädda Amfortas? Ynglingen berättar att hans mor heter Herzleide (Hjärteve). Kundry far upp och säger, att pojkens far hette Gamuret och blev dräpt i ett slag. Parsifal fortsätter ivrigt trollkvinnans berättelse med att tala om att han gärna ville bli riddare. Då detta inte var möjligt blev han jägare och stigman. Kundry skriker ut med ett hemskt skratt att hon just red förbi pojkens mor: hon sörjer inte över sonen, hon är död! Parsifal vill kasta sig över Kundry, men Gurnemanz hindrar honom. Kundry ljuger aldrig. Ynglingen är färdig att segna ned, och Kundry hämtar kallt vatten till honom från en källa. Gurnemanz tackar henne, men hon smyger sig bedrövad undan. Hon känner att Klingsor kastar sin trolldomssömn över henne. När hon vaknar, kommer hon att vara förvandlad till en av hans sköna fresterskor. Hon kämpar förtvivlat mot, men trolldomen är för stark. Gurnemanz tar pojken med sig upp till borgen, ty han vet att Graalen endast attraherar de fromma ("Vom Bade kehrt der König heim"). Ynglingen vet inte vad Graalen är för något men han finner det konstigt att trots att de går verkar de inte röra sig framåt och ändå känns det som om han har gått långt. Gurnemanz säger att här blir tid till rum ("Zum Raum wird hier die Zeit"). (Mellanspelsmusik "Förvandlingsmusik")
Scen 2: Graalkyrkan i borgen.
Graalriddarna har samlats runt altaret med den heliga Graal. Varje gång Graalen avtäcks förvärras Amfortas smärtor. Men Graalriddarna är i behov av denna andliga spis och kungen måste förvalta sitt ämbete. Väpnarna bär den vanföre och hjälplöse Amfortas fram till altaret. Från ett valv under kyrkan befaller Titurel sonen att avlägsna duken som döljer kalken ("Mein Sohn Amfortas, bist du am Amt?"). Amfortas vill inte ha ny livskraft, men faderns stämma är obönhörlig och Amfortas tar till slut undan duken. Riddarna knäböjer i bön och ett strålande ljus faller ovanifrån ned på kalken, som glöder blodröd. Amfortas välsignar riddarnas måltid och till slut försvinner der blodröda ljuset. Kalken döljs åter med duken och riddarna bär bort Amfortas. Hans sår har åter öppnat sig helt. Parsifal är gripen av medlidande med Amfortas. Gurnemanz frågar pojken om han förstod något av det han såg och hörde. Parsifal skakar på huvudet och förargad föser Gurnemanz honom ut ur kyrkan. Han inser att han har tagit miste i sin förhoppning. Då riddaren åter knäböjer framför altaret hörs från ovan en stämma: "Den rene dåren, som blivit helbrägdad genom medlidande, - vänta på honom som jag utvalt!"

### Akt 2
Scen 1: Tornet i Klingsors borg.
Trollkarlen Klingsor sitter framför sin häxspegel ("Die Zeit ist da"). Han anar en fara i Parsifal som han ser närma sig. Kundry stiger upp ur djupet. Hon sover fortfarande och ansiktet är dödsblekt. Hon vaknar med ett skrik och Klingsor befaller henne att förföra Parsifal på samma sätt som hon en gång förfört Amfortas. Med ett hysteriskt skratt sjunker hon ned genom jorden. Tornet försvinner och i dess ställe kommer en praktfull blomstrande trädgård till synes.
Scen 2: Den förtrollande trädgården.

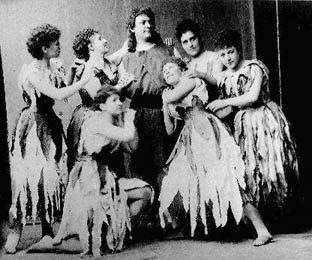
Hermann Winkelmann som Parsifal tillsammans med blomsterflickorna 1882.

Parsifal har kämpat ner Klingsors vakter och trängt in i trolldomsträdgården med de vackra flickorna ("Komm, komm, holder Knabe!"). Han hör en underbar stämma kalla honom vid det namn hans mor en gång givit honom. Kundry kommer till synes som en bländande vacker kvinna på ett läger av blommor. Hon berättar för Parsifal att hans mor dog av sorg ("Ich sah das Kind an seiner Mutter Brust") . Ynglingen överväldigas av ånger och sjunker ned vid Kundrys läger. Med en moderlig kyss leder hon Parsifal in i kärlekens rike. Parsifal blir äntligen kapabel att känna medlidande med alla levande varelser. Men då hon erbjuder honom sin kärlek som tröst känner han som om han fick en lansstöt i sidan. Han förstår orsaken till Amfortas olycka och skjuter fresterskan ifrån sig ("Amfortas! Die Wunde!"). Kundry bönfaller honom om att befria henne från förbannelsen. En gång var hon Herodias och log åt Kristus på hans väg till Golgata. Nu är hon dömd att vandra rastlöst omkring tills hon åter möter Frälsaren. Men varje gång hon känner att han är i närheten får hon sina hysteriska skrattanfall. Om Parsifal vill vara hennes endast en timme blir hon genom honom förlöst. Parsifal säger att det enda sätt på vilket hon kan förlösas är att visa honom vägen till Amfortas.
Vild av raseri kallar hon på Klingsor. Trollkarlen kastar den heliga lansen mot Parsifal men den blir svävande i luften ovanför ynglingen, som griper den och gör korstecknet med den. I samma ögonblick försvinner Klingsor och trädgården förvandlas till en öken. Med orden "Du vet var du kan finna mig", lämnar Parsifal Kundry.

### Akt 3
Scen 1: Vackert landskap vid Graalborgen.
Många år har gått. Vid Montsalvat lever Gurnemanz som eremit och inväntar döden. Amfortas har inte på flera månader avtäckt Graal. Graalriddarna har härigenom berövats sin andliga styrka och drar inte längre ut i världen som fredsbringare. De för en tynande tillvaro som eremiter i skogen. Gurnemanz finner Kundry helt borta, sovande i ett snår. Efter flera försök får han henne vaken. Hon är blekare än tidigare men hennes blick är klar och lugn. Hon mumlar: "Jag måste tjäna!" och går ned till källan för att hämta vatten. En riddare i svart rustning kommer ut från skogen med en lans i handen. Gurnemanz påminner honom om att det är Långfredag och att ingen må bära vapen denna dag. Den främmande sticker lansen i jorden, och då han lyfter visiret igenkänner Gurnemanz Parsifal. Efter sina långa irrfärder i världen har Parsifal lyckats bli medveten om sig själv och sin medkänsla. Han berättar att han aldrig har vanärat lansen genom att bruka den till eget försvar. Han har nu återvänt för att med den frälsa Amfortas. Gurnemanz berättar att Amfortas inte vill avtäcka Graalen, riddarna har blivit gamla och Titurel är död. Parsifal sjunker ned till marken, övermannad av förtvivlan och självförebråelse. Kundry tvår hans fötter och torkar dem med sitt hår. Gurnemanz inser att Parsifal verkligen är den utvalde som skall återställa ordningen och smörjer hans huvud och förklarar att han är Graalriddarnas nye kung. Parsifal förlöser Kundry genom det heliga dopet och uppmanar henne att tro på Frälsaren. Hon kastar sig gråtande för hans fötter ("Karfreitagszauber - Långfredagsundret"). Gurnemanz för de båda upp till borgen ("Mittag - Die Stund' ist da").
Scen 2: En sal i Graalborgen

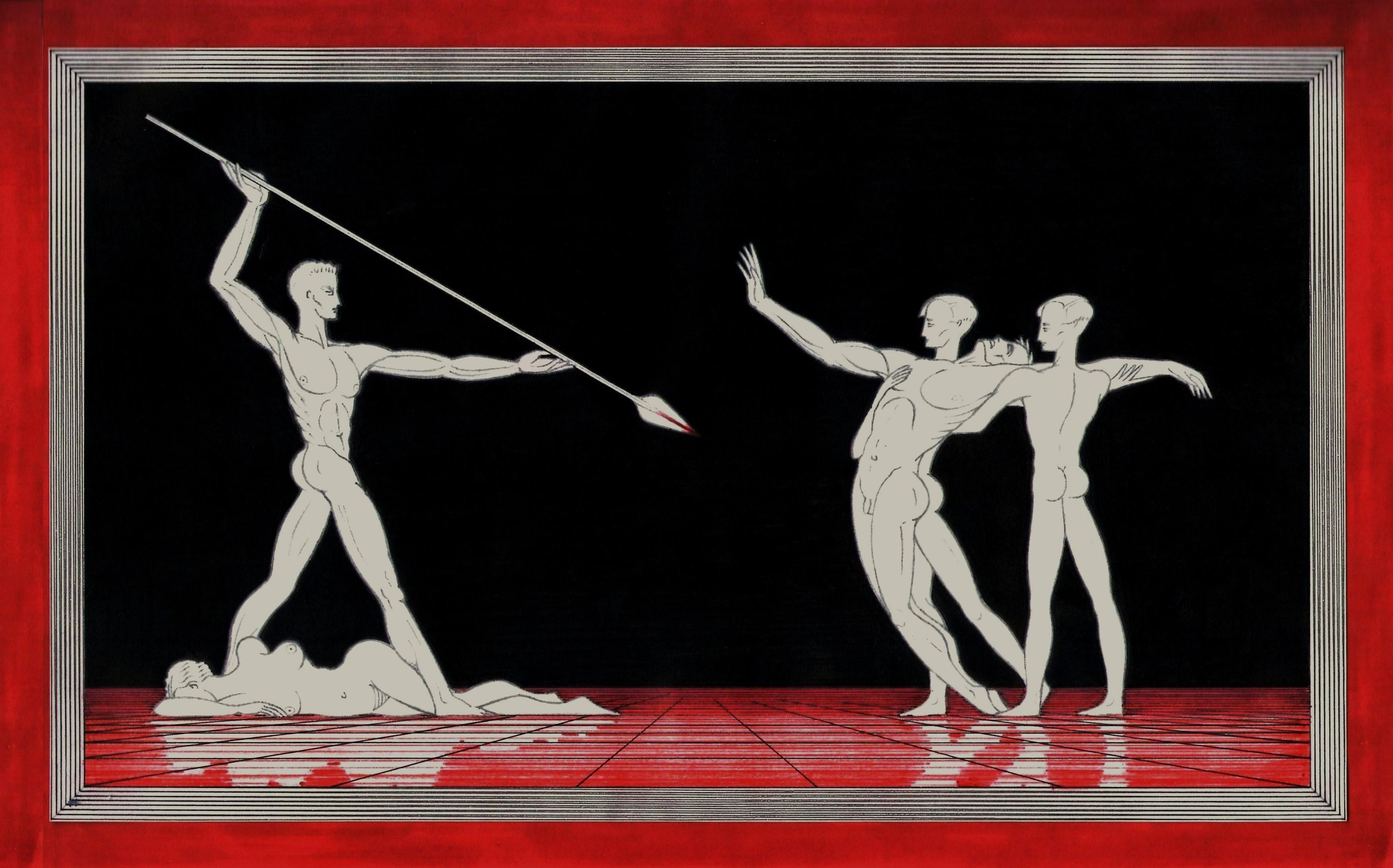
Nur Eine Waffe taugt. Målning av Arnaldo Dell'Ira 1930.

Amfortas knäböjer vid sin fars kista. Han skriker ut sin smärta och ber fadern att skänka honom frid från hans plågor. Amfortas uttrycker en önskan om att få förena sig med fadern i döden ("Mein Vater! Hochgesegneter der Helden!"). Riddarna samlas och begär enträget att Amfortas skall avtäcka Graalen. Men Amfortas vägrar att utföra den heliga handlingen och ber istället riddarna att döda honom så han kan sona sitt brott och den skam han åsamkat riddarna och dess orden. Då inträder Parsifal och säger att endast ett vapen kan läka såret varpå han berör Amfortas sår med den heliga lansen ("Nur eine Waffe taugt"). På samma gång blir Amfortas helad och förlåten.
Såret läks och Parsifal avtäcker Graal medan riddarna knäböjer i vördnad. Kundry sträcker armarna mot dess ljus och sjunker ned i djupet, bort från det smärtfyllda livet. En vit duva sänker sig ned över Parsifal. Den "rene dåren" har befriat Graalriddarnas broderskap från de onda makterna ("Höchstens Heiles Wunder").

## Lyssna
- Förspelet Akt I: Hans Knappertsbusch dirigerar Bayreuther Festspiele (1951)
- Förspelet Akt I: Karl Muck dirigerar Bayreuther Festivalorchester (1927)
- Förvandlingsmusiken Akt I: Karl Muck dirigerar Bayreuther Festivalorchester (1927)
- Akt II Blomsterflickorna: Karl Muck dirigerar Bayreuther Festivalorchester (1927)
- Förspelet Akt III: Karl Muck dirigerar Belins operaorkester (1928)

## Tolkning och påverkan

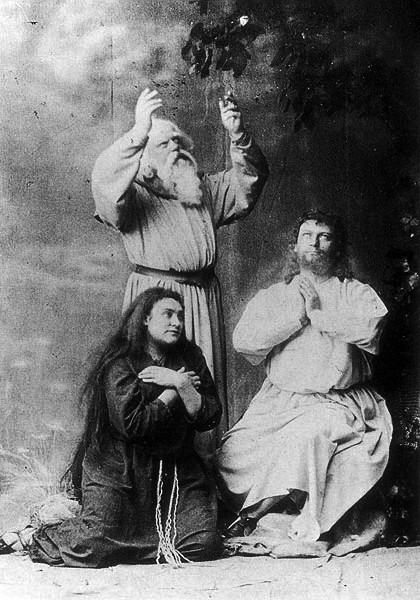
Amalie Materna, Emil Scaria och Hermann Winkelmann i 1882 års premiäruppsättning av Parsifal

Wagners sista verk Parsifal har varit både inflytelserikt och kontroversiellt. Bruket av kristna symboler i Parsifal (graalen, spjutet, hänvisningar till Förlösaren) tillsammans med dess begränsning till Bayreuth under nästan 30 år ledde ibland till att föreställningar nästan betraktades som en religiös rit. Wagner nämner dock aldrig Jesus Kristus vid namn i operan, utan bara "Frälsaren". I sin essä "Religion och konst" beskrev Wagner användningen av kristna bilder på följande sätt:
När religionen blir artificiell har konsten en plikt att rädda den. Konsten kan visa att de symboler som religionerna vill få oss att tro bokstavligen är sanna i själva verket är bildliga. Konsten kan idealisera dessa symboler och på så sätt avslöja de djupa sanningar de innehåller.
Kritikern Eduard Hanslick invände mot den religiösa atmosfär som omgav Parsifal redan vid premiären: "Frågan om huruvida Parsifal verkligen borde undanhållas från alla teatrar och begränsas till... Bayreuth var naturligtvis på allas tungomål... Jag måste här påpeka att kyrkoscenerna i Parsifal inte gjorde det anstötliga intryck på mig som jag och andra hade förletts att förvänta oss av att läsa librettot. De är religiösa situationer – men trots all sin uppriktiga värdighet befinner de sig inte i kyrkans stil, utan helt i operans stil. Parsifal är en opera, kalla den 'scenfestival' eller 'helgande scenfestival' om du vill."
Efter det pessimistiska slutet av Ragnarök, som mynnade ut i en katastrof för mänskligheten, ville Wagner på scenen framställa möjligheten till frälsning med lika stor dramatisk kraft. I den meningen blev Parsifal en fortsättning och fulländning av hans livsverk. Men man bör också vara medveten om att Wagner hade haft ett Parsifaldrama i tankarna ända sedan 1845. I årtionden löpte skräcken för världskatastrofen och förhoppningen om att ondskans makt ända skulle kunna brytas parallellt i hans tankar. Parsifal är en positiv version av Tristan och Isolde och Nibelungens ring. Trådarna som förbinder Parsifal med Wagners övriga musikdramer är ibland helt uppenbara, ibland fördolda. Enskilda motiv, men även hela den musikaliska stämningen, för tankarna till Lohengrin (Graalvärlden, svanmotivet). Graaltemat är nära besläktat med påvetemat (från Tannhäusers "Romberättelse" i Tannhäuser). Bakom huvudpersonerna i Parsifal döljer sig andra gestalter - bakom Kundry Venus, bakom Parsifal den unge Siegfried och bakom Klingsor Hagen. Wagnerkännare spårar i Kundrys kyss den kyss med vilken Siegfried väcker Brünnhilde ur sömnen (Siegfried, akt III). Den lidande, blödande Amfortas erinrar om den döende Tristan.
I det första nedtecknandet av Parsifaldramat (1857) hade Wagner för avsikt att låta Parsifal under sina irrfärder dyka upp vid Tristans sjukbädd och med spjutets undergörande kraft hela riddarens oavbrutet blödande sår. Han ville därigenom understryka att Tristan och Amfortas på grund av den magiska kärlekens kraft hade blivit till fallna hjältar, och därför tvingades utstå ett snarlikt öde. Men det blev dock endast Amfortas förbehållet att frälsas av Parsifal. År 1879 fällde Wagner en djupgående kommentar till sin hustru Cosima. Han menade att Siegfried borde ha växt till en Parsifal för att kunna förlösa den lidande Wotan, men han saknade "budbäraren". Det vill säga: Siegfried hade inte haft någon som upplyst honom om det förgångna och gjort honom medveten om hans kallelse. Hur som helst är likheten mellan Siegfrieds och Parsifals härkomst anmärkningsvärd: båda växer upp i naturen utan kontakt med människorna, båda är "faderslösa", "naturbarn", ovetande och saknar fruktan. På scenen uppenbarar sig Siegfried och Parsifal på liknande sätt: Siegfreid fångar en björn, Parsifal dödar den heliga svanen, och båda karakteriserar av ett signalliknande hornmotiv. Siegfried förlorar, men Parsifal segrar, eftersom han - genom att kunna känna medlidande - kan övervinna sig själv. Ändå skiljer sig de båda hjältarnas levnadsbanor åt, vilket symboliseras redan av Siegfrieds sammansmidda svärd Notung och den pilbåge som Parsifal av medlidande bryter sönder.

### Schopenhauer

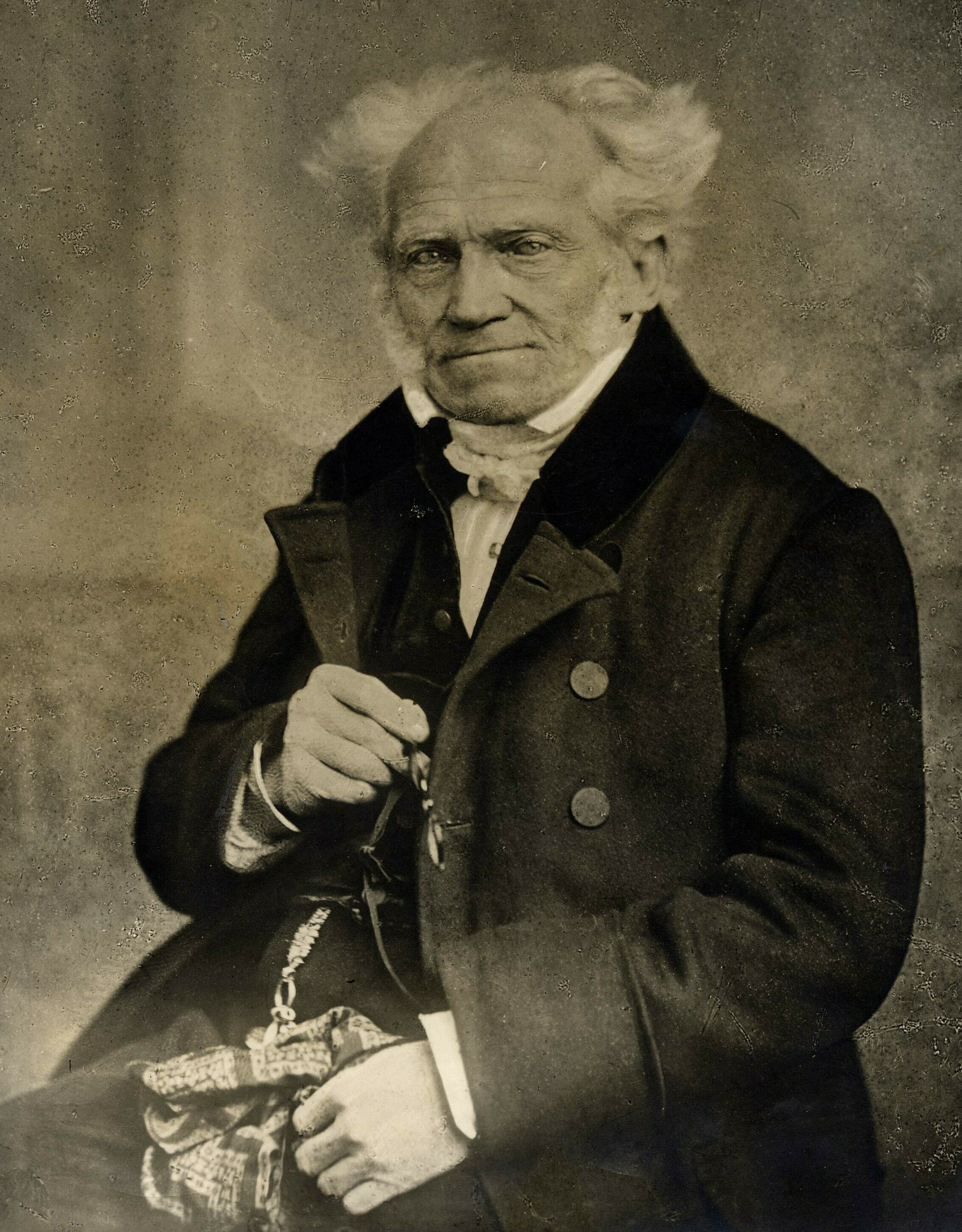
Arthur Schopenhauer, 1859

Wagner hade blivit mycket imponerad av sin läsning av den tyske filosofen Arthur Schopenhauer 1854, och detta påverkade djupt hans tankar och praktik om musik och konst. De flesta författare (t.ex. Bryan Magee) ser Parsifal som Wagners sista stora hyllning till Schopenhaueriansk filosofi. Parsifal kan bota Amfortas och återlösa Kundry eftersom han visar medkänsla, vilket Schopenhauer såg som den högsta manifestationen av mänsklig moral. Dessutom visar Parsifal medkänsla inför sexuella frestelser (akt 2, scen 2); Schopenhaueriansk filosofi föreslår att den enda flykten från det mänskliga livets ständigt närvarande frestelser är genom förnekandet av Viljan, och att övervinna sexuella frestelser är i synnerhet en stark form av förnekande av Viljan. Schopenhauer hävdar också att medkänsla bör utsträckas till icke-mänskliga kännande varelser också, och stöder detta påstående genom kristna helgons och mystikers liv och de indiska religionerna hinduism och buddhism. Denna världsbild finner i Parsifal sitt uttryck i djurens heliga status i Graalriket, i den chockade reaktionen på Parsifals "mord" på svanen (akt 1, scen 1), som hos ungdomen väcker den första omedvetna pulsen av medkänsla, eller i Gurnemanz "predikan" om långfredagsundret som påverkar naturen och människans förhållande till naturen (akt 3, scen 1). Wagner själv blev på äldre dagar en förespråkare för vegetarianism och motståndare till vivisektion, och deltog i en anti-vivisektionistisk petition till riksdagen 1879; Han bekände sig också till vad man skulle kunna kalla tidiga miljöaktivistiska åsikter. Som den exakta motsatsen till medkänsla, och därför som det yttersta moraliska ondet, ser Schopenhauer skadeglädjen, njutningen av en annan levande varelses lidande; det är just denna synd som Kundry gör sig skyldig till när hon illvilligt skrattar i hånfull stolthet över Förlösarens lidanden och som ett resultat av denna faller hon under Klingsors förbannelse (återberättad i akt 2, scen 2), som bryts först i det ögonblick då hon åter är i stånd att gråta och på så sätt uttrycka medkänsla under långfredagsundret (akt 3, scen 1). Sett i detta ljus är Parsifal, med sin betoning på Mitleid ("medkänsla") en naturlig fortsättning på Tristan och Isolde, där Schopenhauers inflytande kanske är mer uppenbart, med dess fokus på Sehnen ("längtan"). Faktum är att Wagner ursprungligen övervägde att inkludera Parsifal som en karaktär i akt 3 av Tristan, men avvisade senare idén.

### Nietzsche
Friedrich Nietzsche, som ursprungligen var en förkämpe för Wagner och Schopenhauer, valde senare att använda Parsifal som grund för sin brytning med Wagner. Nietzsche tog verket som ett exempel på den självförnekande, livsförnekande och överjordiska kristna slavmoralen som motiverades av "viljan till intighet", i motsats till den självbejakande och jordiska härskarmoralen hos förkristna härskande klasser och de starka som motiverades av "viljan till makt". En utvidgad kritik av Parsifal inleder den tredje essän ("Vad är meningen med asketiska ideal?") i Zur Genealogie der Moral: Eine Streitschrift. I Nietzsche contra Wagner skrev han:
Parsifal är ett verk av förräderi, av hämndlystet, av ett hemligt försök att förgifta livets förutsättningar – ett dåligt verk. Förkunnelsen om kyskheten förblir en uppmaning till anti-natur: jag föraktar alla som inte upplever Parsifal som ett försök till mord på den grundläggande etiken.
Trots detta angrepp på ämnet medgav han också att musiken var sublim: "Dessutom, bortsett från alla ovidkommande frågor (om vad användningen av denna musik kan eller bör vara) och på rent estetiska grunder; har Wagner någonsin gjort något bättre?" (Brev till Peter Gast, 1887)..

### Rasismdebatt
En del författare ser i operan ett främjande av rasism eller antisemitism. En argumentationslinje anser att Parsifal skrevs till stöd för den franske diplomaten och rastteoretikern greve Arthur de Gobineaus idéer, som uttrycks mest utförligt i hans Essai sur l'inégalité des races humaines ("Essä om de mänskliga rasernas ojämlikhet"). Parsifal föreslås som den "renblodige" (d.v.s. ariska) hjälten som övervinner Klingsor, som uppfattas som en judisk stereotyp, särskilt som han motsätter sig de kvasikristna graalriddarna. Sådana påståenden är fortfarande mycket omdebatterade, eftersom det inte finns något uttalat i librettot som stöder dem. Wagner nämner aldrig sådana idéer i sina många skrifter, och Cosima Wagners dagböcker, som i detalj återger Wagners tankar under de sista 14 åren av hans liv (inklusive perioden som omfattar kompositionen och uruppförandet av Parsifal) nämner aldrig några sådana avsikt. Efter att ha träffat Gobineau för första gången mycket flyktigt 1876, var det ändå först 1880 som Wagner läste Gobineaus essä. Librettot till Parsifal var dock färdigt redan 1877, och de ursprungliga utkasten till berättelsen är till och med från 1857. Förutom frågan om kronologi åtföljdes ett eventuellt personligt möte mellan Wagner och Gobineau också av ömsesidiga meningsskiljaktigheter och gräl; t.ex. rapporteras Wagner den 3 juni 1881 ha "exploderat till förmån för kristna teorier i motsats till rasistiska". Trots detta nämns Gobineau ibland som en inspiration för Parsifal.
Frågan om huruvida operan innehåller ett specifikt antisemitiskt budskap debatteras också. Några av Wagners samtida och kommentatorer (t.ex. Hans von Wolzogen och Ernest Newman) som analyserade Parsifal utförligt, nämner inte några antisemitiska tolkningar. Kritikerna Paul Lindau och Max Nordbeck, som var närvarande vid uruppförandet, noterade dock i sina recensioner hur verket stämde överens med Wagners antijudiska åsikter. Liknande tolkningskonflikt fortsätter än idag; några av de senare kommentatorerna fortsätter att betona den upplevda antisemitiska eller antijudiska karaktären hos operan, och finner korrespondenser med antisemitiska passager som finns i Wagners skrifter och artiklar från perioden, medan andra förnekar sådana påståenden. Att till exempel se motsättningen mellan Graalriket och Klingsors domän som en gestaltning av en konflikt mellan den sfär som förkroppsligar Wagners Schopenhauerianska kristendoms världsbild och en hednisk sfär mer allmänt.

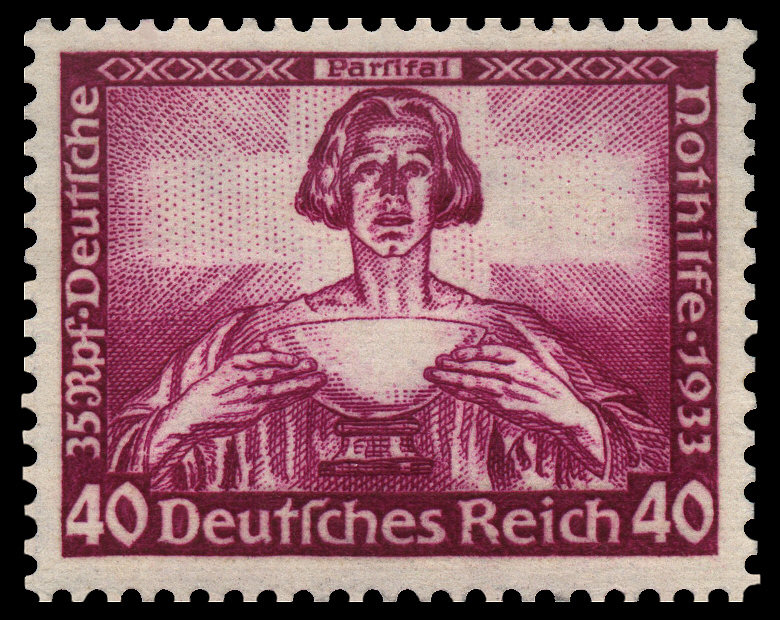
Tyskt frimärke med Parsifal och den heliga graalen, november 1933

Dirigent för uruppförandet var Hermann Levi, hovkapellmästare vid Münchenoperan. Eftersom kung Ludvig sponsrade produktionen kom en stor del av orkestern från Münchenoperan, inklusive dirigenten. Wagner motsatte sig att Parsifal leddes av en jude (Levis far var i själva verket rabbin). Wagner föreslog först att Levi skulle konvertera till kristendomen, vilket Levi avböjde. Wagner skrev då till kung Ludvig att han hade bestämt sig för att acceptera Levi trots att han hade fått klagomål om att "av alla verk borde detta den mest kristna av alla verk" utföras av en jude. När kungen uttryckte sin tillfredsställelse över detta och svarade att "människor i grund och botten alla är bröder", skrev Wagner ilsket till kungen: "Om jag har vänskapliga och sympatiska förbindelser med många av dessa människor, är det bara för att jag betraktar den judiska rasen som den rena mänsklighetens födda fiende och allt som är ädelt med den (sic)".
Sjuttioett år senare uppträdde den judiske basbarytonen George London i rollen som Amfortas i Bayreuth, vilket orsakade en del kontroverser.
Det har hävdats att Parsifal fördömdes som "ideologiskt oacceptabelt" i Nazityskland och att nazisterna de facto bannlyste Parsifal på grund av vad många forskare ser som närvaron av teman som medkänsla, Schopenhaueriansk förnekande av viljan, förnekande av begär, asketism och till och med Icke-våld och antimilitarism i verkets libretto. En del av de nazistiska ämbetsmännen och ledarna kan ha haft vissa tvivel om arbetet. I sin bok Det tjugonde århundradets myt från 1930 uttryckte den nazistiske ideologen Alfred Rosenberg åsikten att "Parsifal representerar en kyrkoinfluerad försvagning till förmån för värdet av försakelse". Enligt Joseph Goebbels dagböcker hade även Adolf Hitler tydligen vissa reservationer mot Parsifal, särskilt mot vad han kallade dess "kristna mystiska stil". Trots detta spelades det faktiskt 26 föreställningar vid Festspelen i Bayreuth mellan 1934 och 1939 och 23 föreställningar vid Deutsche Oper Berlin mellan 1939 och 1942. Parsifal framfördes dock inte i Bayreuth under andra världskriget, vilket är en stor försummelse eftersom verket, med undantag för ett år, hade varit ett årligt inslag i Festspelen sedan 1882.

## Musik

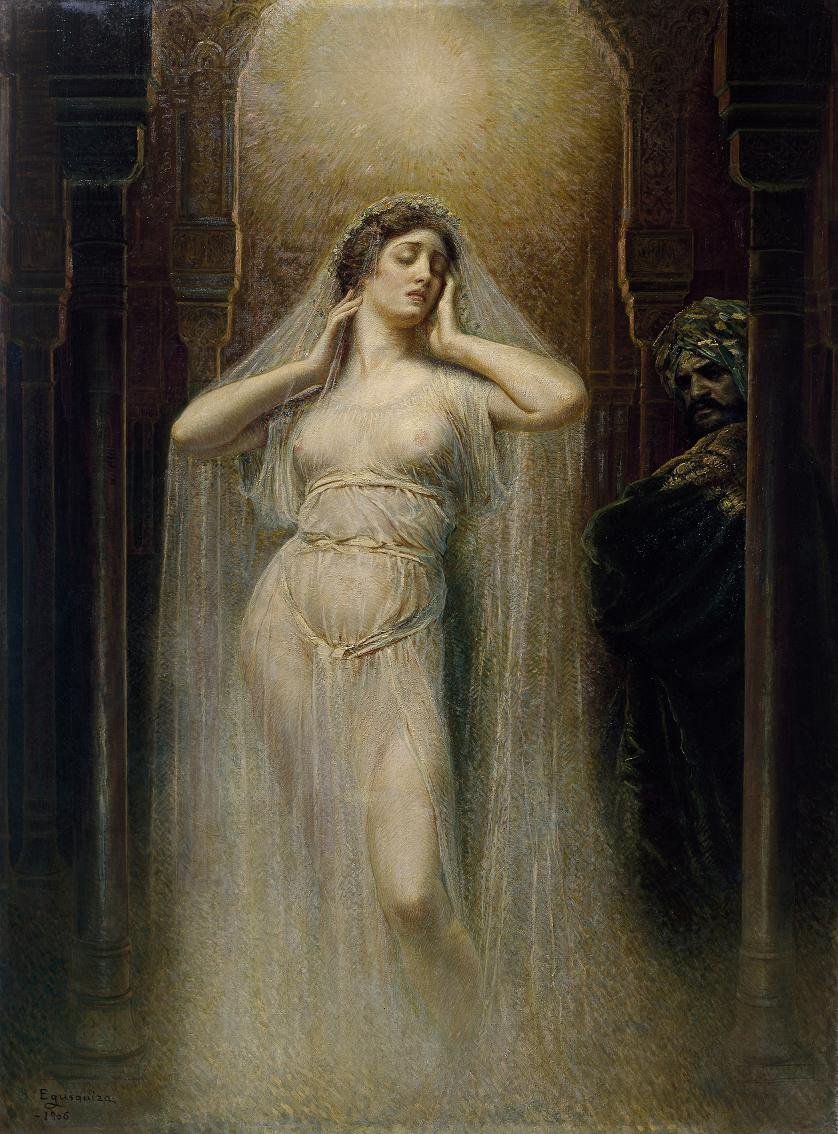
Kundry målad av Rogelio de Egusquiza 1906.

### Ledmotiv
Ett ledmotiv är ett återkommande musikaliskt tema inom ett visst musikstycke, förknippat med en viss karaktär, ett föremål, en händelse eller en viss känsla. Wagner är den tonsättare som oftast förknippas med ledmotiv, och i Parsifal använder han dem frikostigt. Wagner identifierade eller namngav inte specifikt ledmotiv i partituret till Parsifal (lika lite som han gjorde i något annat av sina partitur), även om hans hustru Cosima nämner uttalanden han gjorde om några av dem i sin dagbok. Wagners efterföljare (särskilt Hans von Wolzogen vars guide till Parsifal publicerades 1882) namngav, skrev och refererade till dessa motiv, och de framhävdes i pianoarrangemang av partituret. Wagners egen reaktion på en sådan namngivning av motiv i partituret var avsky: "Till slut tror folk att sådant nonsens sker på mitt förslag."
I det inledande förspelet introduceras två viktiga ledmotiv, som brukar kallas nattvardstemat och Graaltemat. Dessa två, och Parsifals eget motiv, upprepas under operans gång. Andra karaktärer, särskilt Klingsor, Amfortas och "Rösten", som sjunger det så kallade Tormotif ("Dårmotiv"), har sina egna speciella ledmotiv. Wagner använder "Dresdens amen" för att representera Graal, detta motiv är en sekvens av toner som han skulle ha känt till sedan sin barndom i Dresden.
Kundry är en av musikscenens mest anmärkningsvärda kvinnogestalter, inte bara i Wagners samlade verk, utan i hela operalitteraturen. Den här åtråvärda och erotiskt tilldragande kvinnan lever i ett schizofrent tillstånd, där hon dels undergivet krälar i stoftet som ett djur och betjänar Graalriddarna och dels är Klingsors lydiga redskap. Förutom Kundrys eget motiv är ett annat viktigt motiv knutet till hennes person: Förförelsemotivet. Kundry, som en gång skrattade åt Kristus under Golgatavandringen och därför dömdes till att irra omkring i all evighet, är en kvinnlig pendang till Den vandrande juden (och är i den meningen besläktad med Holländaren i Den flygande holländaren). Hon söker frid och åstundar frälsning, men blir ständigt knuffad hit och dit i världen. Som Graalbudbärarinna representerar hon Evatypen, som är mannen underdånig. Som "djävulskt vacker kvinna", manslukerska, är hon en variant till Parsifals barndom, och hennes förförelsekonst består i att hon för den unge hjälten medveten om sig själv. Genom Kundry lär Parsifal känna och lär sig förstå sin dittills tomma, betydelselösa bakgrund. Kundrys kyss får en avgörande betydelse för honom, eftersom han genom att ha lärt känna medlidandet i det här ögonblicket blir medveten om sin kallelse. Wagner uttrycker kyssen musikaliskt med Förförelsemotivet, men den här gången förvandlas det korta bågformade till en lång erotisk och längtansfull melodi, vars stil kraftigt erinrar om musiken till Tristan och Isolde.

### Kromatik
Många musikteoretiker har använt Parsifal för att utforska svårigheter med att analysera kromatiken i det sena 1800-talets musik. Teoretiker som David Lewin och Richard Cohn har utforskat betydelsen av vissa tonhöjder och harmoniska progressioner både för att strukturera och symbolisera verket. De ovanliga harmoniska progressionerna i ledmotiven som strukturerar stycket, liksom den tunga kromatiken i akt 2, gör det till ett svårt verk att tolka musikaliskt.

### Särskilda utdrag
Som vanligt är i mogna Wagneroperor var Parsifal komponerad så att varje akt var ett kontinuerligt flöde av musik; Därför finns det inga fristående arior i verket. Ett antal orkesterutdrag ur operan har dock arrangerats av Wagner själv och finns kvar i konsertrepertoaren. Förspelet till akt 1 framförs ofta antingen ensam eller i samband med ett arrangemang av "Långfredagsmusiken" som ackompanjerar andra halvan av akt 3, scen 1. Kundrys långa solo i akt 2 ("Ich sah das Kind") framförs då och då på konsert, liksom Amfortas klagosång från akt 1 ("Wehvolles Erbe").

### Orkesterbesättning
Partituret för Parsifal kräver tre tvärflöjter, tre oboer, ett engelskt horn, tre klarinetter i B-dur och A, en basklarinett i B-dur och A, tre fagotter, en kontrafagott; fyra valthorn i F, tre trumpeter i F, tre tromboner, en bastuba, 6 trumpeter på scenen i F, 6 tromboner på scenen; en slagverkssektion som inkluderar fyra pukor (som kräver två spelare), tenortrummor, 4 kyrkklockor på scenen, en åskmaskin på scenen; två harpor och stråkar. Parsifal är ett av endast två verk av Wagner där han använde kontrafagott. (Den andra är Symfonin i C-dur.)
Klockorna som kallar riddarna till Gralsceremonin i Monsalvat i akt 1 och 3 har ofta visat sig vara problematiska att iscensätta. Vid de tidigare framförandena av Parsifal i Bayreuth lät Wagner konstruera Parsifalklockan, en pianoram med fyra strängar, som ersättning för kyrkklockor. Under de första föreställningarna kombinerades klockorna med tam-tam och gonggongar. Klockan användes dock tillsammans med tuban, fyra tam-tams som var stämda till tonhöjden av de fyra klockspelen och en annan tam-tam på vilken en rullning utförs med hjälp av en trumpinne. I moderna föreställningar har Parsifalklockan ersatts med rörklockor eller synthesizers för att producera de önskade tonerna. Åskmaskinen används i det ögonblick då Klingsors slott förstörs.

### Inspelningar
Parsifal komponerades uttryckligen för scenen i Bayreuth och många av de mest kända inspelningarna av operan kommer från liveframträdanden på den scenen. Under tiden före LP:n dirigerade Karl Muck utdrag ur operan i Bayreuth. Dessa anses fortfarande vara några av de bästa framförandena av operan på skiva. De innehåller också de enda säkra bevisen för de klockor som konstruerades för verkets premiär och som smältes ner till skrot under andra världskriget.
Hans Knappertsbusch var den dirigent som var mest förknippad med Parsifal i Bayreuth under efterkrigstiden, och föreställningarna under hans ledning 1951 markerade återöppnandet av Festspelen Bayreuth efter andra världskriget. Dessa historiska framträdanden spelades in och finns tillgängliga på Teldec-etiketten i monoljud. Knappertsbusch spelade in operan igen för Philips 1962 i stereo, och denna utgåva anses ofta vara den klassiska Parsifal-inspelningen. Det finns också många "inofficiella" liveinspelningar från Bayreuth, som fångar praktiskt taget alla Parsifal-uppsättningar som någonsin dirigerats av Knappertsbusch. Pierre Boulez (1971) och James Levine (1985) har också gjort inspelningar av operan i Bayreuth som gavs ut på Deutsche Grammophon och Philips. Boulez-inspelningen är en av de snabbaste som någonsin uppmätts, och Levine en av de långsammaste.
Bland andra inspelningar har de som dirigerats av Georg Solti, James Levine (med Metropolitan Opera Orchestra), Herbert von Karajan och Daniel Barenboim (de två sistnämnda båda dirigerade Berlinerfilharmonikerna) fått mycket beröm. von Karajan-inspelningen röstades fram till "Årets skiva" i 1981 års Gramophone Awards. En inspelning av Parsifal under ledning av Rafael Kubelík, ursprungligen gjord för Deutsche Grammophon, är också mycket uppskattad, men nu återutgiven på Arts & Archives.
I samband med sändningen av BBC Radio 3:s CD Review – Building a Library den 14 december 2013 granskade musikkritikern David Nice inspelningar av Parsifal och rekommenderade en inspelning av Symphonieorchester des Bayerischen Rundfunks, Rafael Kubelik (dirigent), som det bästa tillgängliga valet.

### Filmversion
Förutom ett antal iscensatta föreställningar på DVD, filmatiserades Parsifal av Daniel Mangrané 1951 och Hans-Jürgen Syberberg 1982. Det finns också en dokumentär från 1998 regisserad av Tony Palmer med titeln: Parsifal – The Search for the Grail. Den spelades in på olika europeiska teatrar, bland annat på Mariinskijteatern, Ravellofestivalen i Siena och Bayreuthfestivalen. Den innehåller utdrag ur Palmers uppsättning av Parsifal med Plácido Domingo, Violeta Urmana, Matti Salminen, Nikolai Putilin och Anna Netrebko i huvudrollerna. Den innehåller också intervjuer med Domingo, Wolfgang Wagner, författarna Robert Gutman och Karen Armstrong. Filmen finns i två versioner: (1) en komplett version på 116 minuter som officiellt godkänts av Domingo, och (2) en 88-minutersversion, med klipp av passager som den tyska distributören ansåg vara för "politiska", "obekväma" och "irrelevanta".

## Diskografi (urval)
| År        | Roller (Parsifal, Kundry, Gurnemanz, Amfortas, Klingsor)                             | Dirigent, Operahus och/eller orkester                                        | Skivmärke                    | Katalognummer |
| --------- | ------------------------------------------------------------------------------------ | ---------------------------------------------------------------------------- | ---------------------------- | ------------- |
| 1951      | Wolfgang Windgassen, Martha Mödl, Ludwig Weber, George London, Hermann Uhde          | Hans Knappertsbusch, Chor und Orchester der Bayreuther Festspiele            | Naxos Historical (Mono)      | 8.110221-24   |
| 1962      | Jess Thomas, Irene Dalis, Hans Hotter, George London, Gustav Neidlinger              | Hans Knappertsbusch, Chor und Orchester der Bayreuther Festspiele            | Philips Classics             | 475 7785      |
| 1970      | James King, Gwyneth Jones, Franz Crass, Thomas Stewart, Donald McIntyre              | Pierre Boulez, Chor und Orchester der Bayreuther Festspiele                  | Deutsche Grammophon          | 435718        |
| 1972      | René Kollo, Christa Ludwig, Gottlob Frick, Dietrich Fischer-Dieskau, Zoltan Kelemen  | Georg Solti, Wiener Staatsopernchor, Wiener Philharmoniker                   | Decca                        | 470805        |
| 1979–1980 | Peter Hofmann, Dunja Vejzović, Kurt Moll, José van Dam, Siegmund Nimsgern            | Herbert von Karajan, Chor der Deutschen Oper Berlin, Berliner Philharmoniker | Deutsche Grammophon          | 413347        |
| 1980      | James King, Yvonne Minton, Kurt Moll, Bernd Weikl, Franz Mazura                      | Rafael Kubelík, Chor und Sinfonieorchester des Bayerischen Rundfunks         | Arts Archives                | 430272        |
| 1990      | Siegfried Jerusalem, Waltraud Meier, Matthias Holle, José van Dam, Gunter von Kannen | Daniel Barenboim, Chor der Staatsoper Berlin, Berliner Philharmoniker        | Teldec                       | 74448         |
| 1993      | Plácido Domingo, Jessye Norman, Kurt Moll, James Morris, Ekkehard Wlaschiha          | James Levine, Metropolitan Opera Orchestra, Metropolitan Opera Chorus        | Deutsche Grammophon          | 437501        |
| 2005      | Plácido Domingo, Waltraud Meier, Franz-Josef Selig, Falk Struckmann, Wolfgang Bankl  | Christian Thielemann, Chor und Orchester der Wiener Staatsoper               | Deutsche Grammophon          | 4776006       |
| 2009      | Gary Lehman, Violeta Urmana, René Pape, Evgeny Nikitin, Nikolai Putilin              | Valery Gergiev, Orchestra and chorus of the Mariinsky Theatre                | Hybrid SACD: Mariinsky, 2009 | n/a           |